# میراث فرهنگی ناملموس ملی ایران
میراث فرهنگی ناملموس ملی ایران

## گنجینهٔ زندهٔ بشری
- محمدحسین منتظری - گنجینهٔ زندهٔ بشری یزد - زرگری و صنعت طلا[۷]
- فاروق کیانی‌پور در نمایش‌های آیینی شرق خراسان رضوی[۸]
- عارف غلامی اولین گنجینهٔ زندهٔ بشری حوزهٔ شالبافی در استان کردستان[۹]
- محمود فرشچیان - نگارگری[۱۰]
- مجید مهرگان - نگارگری
- مهین افشان‌پور - نگارگری
- اردشیر مجرد تاکستانی - نگارگری
- محمدباقر آقامیری - نگارگری
- نجف دریابندری در میراث خوراک[۱۱]
- بیژن کامکار نوازندهٔ ساز «رباب»[۱۲]
- علی‌محمد اعتباری رودی آخرین بازماندهٔ دانش سنتی ساخت آسباد
- علی‌اکبر بهاری سرنانواز کردی خراسان
- غلامحسین امیرخانی در خط نستعلیق[۱۳]
- غفار سردابی؛ گنجینهٔ زندهٔ بشری در زیلوبافی
- ذوالفقار بیتانه؛ گنجینهٔ زندهٔ بشری در سازسازی سنتی و نوازندهٔ دوتار[۱۴][۱۵]
- نسرین میرزایی؛ گنجینهٔ زندهٔ بشری در سفالگری
- سید محسن سادات مزنگی؛ گنجینهٔ زندهٔ بشری در حصیربافی
- عفت مرادی‌زاده؛ گنجینهٔ زندهٔ بشری در ابریشم‌بافی ترکمن

## برپایهٔ استان

### آذربایجان شرقی
- - مهارت بافت فرش هریس
  - مراسم مصلی در روستای اسپیران
  - مهارت تهیهٔ پنیر سنتی لیقوان
  - مراسم تعزیه اهل قبیله در خسروشاه از توابع شهرستان تبریز
  - شیوهٔ کره‌گیری سنتی در شهرستان سراب
  - مهارت بافت فرش هریس
  - مراسم کوچه آشی در شهر ایلخچی
  - مراسم مصلی در کوه بهلول در روستای سفیدان جدید از توابع شهرستان تبریز
  - شیوهٔ تهیهٔ میان پر در روستای قاضی جهان از توابع شهرستان آذرشهر
  - مراسم شیربرنج پزی در روستای بی گلو از تابع شهرستان اسکو،
  - مراسم پخت آش نذری در توره داعی آقکند از توابع شهرستان میانه
  - شیوهٔ پخت بیناب خوروشی (خورشت بناب) در بناب
  - شیوهٔ تهیهٔ نخودچی در ممقان از توابع شهرستان آذرشهر
  - مهارت جاجیم‌بافی
  - شیوهٔ پخت نان محلی خیتاب ورزقان
  - مراسم پایان برداشت گندم (حاللاهلاما) در شهرستان هشترود[۱۶]
  - مهارت سنتی پخت «کوفته تبریزی»،
  - داستان عاشیقی «عاشیق عباس توفارقانلی و گولگز»
  - مراسم آغاز «برداشت محصول» در اویوخلوی میانه
  - «کوچ سنتی» عشایر ایل «قره داغ»
  - فنون سنتی پخت نان محلی «یوخا»
  - داستان عاشیقی «عاشیق قوربانی»
  - داستان عامیانه «عاشیق خسته قاسیم»
  - مهارت «گره‌چینی و شیشه»
  - رسم تهیهٔ آب «چهل یاسین» در مراسم نوروز در روستای میاب

### آذربایجان غربی
- - شیوهٔ پخت پالئت قیقاناغی (خاگینه بلوط) شهر خسروشاه
  - شیوهٔ پخت نان سنتی زریشلی کوکه روستای اسفنجان
  - فن و مهارت جولابافی (جاجیم بافی)
  - مهارت پخت خوراک سنتی گوزلمه شهرستان ارومیه

### اردبیل
- - باران‌خواهی چمچه خاتون یا چمچه گلین
  - آیین و مراسم برپایی قارقارا
  - آیین و مراسم خیدیر نبی (مشترک با آذربایجان شرقی، آذربایجان غربی)
  - مراسم گلین چیخدی (عروس بران) منطقه‌ای (عشایر استان‌های اردبیل، آذربایجان شرقی، آذربایجان غربی، زنجان)

### اصفهان
- - آداب و رسوم عید غدیر کاشان
  - استاد غفار سردابی؛ گنجینهٔ زندهٔ بشری در زیلوبافی
  - آیین علم‌گردانی مندرجان شهرستان چادگان
  - آیین نخل‌بندی و نخل‌گردانی زواره
  - رودوزی سنتی چشم و نظر (چشارو)
  - مهارت آهنگری زواره،
  - مهارت زره بافی اصفهان (امامزاده نرمه)
  - مهارت ساخت مشبک فلز
  - مهارت گلبندی خاتم
  - مهارت گوی‌بافی شهرنوش آباد
  - چادر سفید در شهرستان ورزنه

### البرز
- - مهارت سنتی پخت نان‌های سرودار

### ایلام
- -     - مهارت تهیهٔ شیرینی محلی کله‌کنجی

  - مهارت پخت نان پپگ
  - مهارت ساخت هیزه (محل نگهداری روغن حیوانی)
  - آواهای مشک‌زنی
  - بازی محلی کلاوروان
  - ساخت و موارد استفاده چالگ و میه‌کوت (هاون بزرگ چوبی)
  - نحوه برداشت نمک
  - نحوه برداشت شوکه
  - کاربرد گژگ کاو در زندگی (مهره آبی)
  - بازی محلی کران
  - مهارت ساخت بوگده ملکشاهی
  - مهارت تهیهٔ شیرازه (توف)
  - دانش سنتی برداشت ونوشک (بنه کوهی)
  - مهارت پختخورشت ترگ (تره کوهی)

+ منبع

### بوشهر
- - آیین سنتی عزای سرپا،
  - تعزیه روز اربعین و نقش زنان در بوشهر
  - مراسم حجله حضرت قاسم
  - اولین نمایش آیینی و سنتی استان
  - حلوای دارویی برای زنان زائو
  - درمان سنتی جا انداختن رگ گریچه (رگ کمر)
  - درمان سنتی ضرب دیدگی و شکستگی با قیر طبیعی[۲۰]

### تهران
- - آیین و مراسم مذهبی سنگ زنون محله کن
  - برگزاری مراسم آیینی مذهبی مسلمیه شهر ری
  - گویش کنی
  - مهارت برداشت خرمالو (خرمالوچینی) محله کن
  - مهارت پخت نان جوز محله حصارک

### خراسان جنوبی
- - آیین و مراسم هولکه‌خوانی در منطقه هردنگ
  - گنجینهٔ زندهٔ بشری در طراحی، نقشه‌کشی، بافندگی و رنگرزی قالی‌های سنتی شهر مود
  - ساخت کلاه پولی (کلوته) روستای چنشت
  - مراسم عناب ته‌کنی
  - مهارت پلاس‌بافی (سیاه چادربافی) روستای سیدال
  - مهارت ساخت کیسه چکن‌دوزی توتون و تنباکو در شهر سه‌قلعه
  - آیین و مراسم جشن کاکل و مهارت پخت نان سنتی غینیچه در شهرستان بشرویه
  - استاد ذوالفقار بیتانه؛ گنجینهٔ زندهٔ بشری در سازسازی سنتی و نوازنده دوتار
  - آیین و مراسم پخت آش بز باش در شهرستان خوسف
  - دانش و مهارت بومی و سنتی نقشه‌خوانی قالی خراسان جنوبی
  - مهارت بافت سنتی قالی لچک ترنج ربعی سعدی شهر مود
  - مراسم تعزیه زعفرجن در شهرستان بشرویه
  - مراسم عماری ورپوشی (عماری آرایی) شهر بشرویه
  - مراسم گلریزو (گلریزان)
  - مهارت بافت جاجیم انگشتی روستای اوجان
  - مهارت قلم زنی ویژه طبس
  - مراسم سقاداری محله امامزاده یحیی[۱]
  - روش تراش سنگ‌های قیمتی و نیمه‌قیمتی
  - شیوهٔ نقاشی پشت آینه روش همجوشی شیشه
  - دانش ساخت مقرنس توسط دانشگاه علم صنعت
  - پرونده خوش‌نویسی با خودکار توسط انجمن خوشنویسان

### خراسان رضوی
- - آیین نخل‌گردانی روستای ایزی، سبزوار
  - مهارت تهیهٔ آش جوش پره، گناباد
  - روش‌های سنتی پخت نان تافتون، گناباد
  - مراسم سؤال و جواب روز عاشورا چشام
  - مراسم برگزاری روضه‌خوانی هیئت آهنگران مسجد جامع سبزوار
  - آیین نخل‌گردانی مزینان
  - آیین نخل‌گردانی چشام
  - مهارت تهیهٔ نان آجار
  - مهارت پخت کمه‌جوش
  - بازی سنگ سنگ چلپا ششتمد
  - دانش سنتی پخت نان در خلیل‌آباد
  - فاروق کیانی‌پور گنجینهٔ زندهٔ بشری در نمایش‌های آیینی شرق خراسان رضوی
  - مهارت پخت کلوچهٔ زنجفیلی
  - مراسم شبیه‌خوانی فدیشه، نیشابور
  - آیین سنگ‌زنی چشام
  - طنزخوانی با موسیقی اصیل ایرانی

### خراسان شمالی
- - چاروک» (بداهه‌خوانی زنان) کردی خراسان
  - دانش و مهارت ساخت «زیورآلات مرجانی»
  - مراسم «آخر چهارشنبه» کردهای خراسان
  - «بانگی» (بداهه‌خوانی زنان) کردی خراسان
  - مقام «لو»، مقام موسیقی «الله مزار»
  - مقام موسیقی «تورغه»

### خوزستان
میراث فرهنگی ناملموس ملی ایران در خوزستان:
- - مهارت پخت نان امطبگ عربی خوزستان به شمارهٔ ۲۲۵۷
  - مهارت پخت عیش تمن (نان برنج) عربی به شمارهٔ ۲۲۵۸
  - مهارت تهیهٔ حلاوه تمر (حلوای خرما) عربی خوزستان به شمارهٔ ۲۲۵۹
  - مهارت ساخت بیگک؛ عروسک محلی هندیجان به شمارهٔ ۲۲۶۰ تاریخ ۳۰ در ماه ۱۳۹۹
  - ساخت لیلی یک – دومایک عروسک محلی بندر ماهشهر به شماره ۲۲۶۱
  - مهارت خوون‌چینی (آجرچینی سنتی) به شمارهٔ ۲۲۶۲،
  - مهارت ساخت بی‌لکی (عروسک بومی دزفول) به شمارهٔ ۲۲۶۳،
  - مهارت تهیهٔ هیس (شیرینی خرما) عربی خوزستان به شمارهٔ ۲۲۶۴ در تاریخ ۳۰ دی ۱۳۹۹
  - فناوری تولید قلم‌نی دزفول به شمارهٔ ۱۹۹۲
  - نمایش آیینی علم‌بازی (علم‌داری، علم‌گردانی) محرم به شمارهٔ ۱۹۹۳
  - روش پخت قلقل (حلیم سنتی شوشتر) به شمارهٔ ۱۹۹۴
  - نصب بیرق شب اول محرم در شوشتر به شمارهٔ ۱۹۹۵
  - دانش سنتی فرآوری خریط در جنوب خوزستان به شمارهٔ ۱۹۹۶ در تاریخ ۵ تیر ۱۳۹۸

### سمنان
- - مراسم عزاداری حسن
  - حسین میامی
  - مهارت پخت غذای شله قروت
  - مهارت سنتی پخت غذای جوش بره
  - مهارت سنتی پخت غذای شنگی پلو
  - مهارت سنتی پخت غذای قطقی فرومد
  - مهارت سنتی پخت غذای کله آش بیابانک
  - مهارت سنتی پخت نان کاک

### سیستان و بلوچستان
- - مهارت خمک‌دوزی (خامه‌دوزی)

### فارس
- - «خرمن کوبی سنتی و ترانه‌های مربوط به آن در روستای گاوبست شهرستان لار» به شمارهٔ ۲۱۵۸
  - «برات پزون؛ مراسم و مهارت تهیهٔ نان براتی شمال فارس» به شمارهٔ ۲۱۵۹
  - «مهارت سنتی تهیهٔ آلوی بخارا در شهرستان بوانات» به شمارهٔ ۲۱۶۰
  - «پوشش سنتی زنان و مردان ایزدخواست» به شمارهٔ ۲۱۶۱
  - «مهارت تهیهٔ حلوا کاسه در شهر شیراز و عملکرد فرهنگی آن» به شمارهٔ ۲۱۶۲
  - «مراسم حنابندان» به شمارهٔ ۲۱۶۳
  - «مهارت پخت آش سبزی شیرازی» به شمارهٔ ۲۱۶۴
  - «مهارت سنتی پخت نان‌های تابه‌ای شهرستان داراب» به شمارهٔ ۲۱۶۵
  - «مهارت پخت نان فسایی (کلوچه فسایی)» به شمارهٔ ۲۱۶۶
  - «مراسم شاهنامه‌خوانی در روستای دژکرد و چرکس» به شمارهٔ ۲۱۶۷
  - «مهرات پخت سنتی حلوای ماجون در شهر لامرد» به شمارهٔ ۲۱۶۸
  - مراسم شنبه اول سال در شهر نی‌ریز به شمارهٔ ۲۰۰۲،
  - مهارت تهیهٔ حلوای مسقطی در لارستان به شمارهٔ ۲۰۰۳
  - مهارت تهیهٔ انواع حلوای ارده ارزقان به شمارهٔ ۲۰۰۴
  - مهارت تهیهٔ حلوای سنتی (میده) به شمارهٔ ۲۰۰۵
  - شیوهٔ نواختن موسیقی محلی جهرم با تار به شمارهٔ ۲۰۰۶
  - مهارت ساخت کاشی هفت‌رنگ شیراز به شمارهٔ ۲۰۰۷
  - مهارت تهیهٔ حلوای سی ین به شمارهٔ ۲۰۰۸ در تاریخ ۵ تیر ۱۳۹۸
  - مهارت خوس دوزی و خوس بافی در جنوب فارس به شمارهٔ ۲۰۳۱
  - مهارت رنگرزی پشم در عشایر استان فارس به شمارهٔ ۲۰۳۲
  - مهارت سنتی دوخت رخ دوزی و کاربردهای آئینی آن به شمارهٔ ۲۰۳۳
  - مهارت ساخت کومه در مناطق ییلاقی استان فارس به شمارهٔ ۲۰۳۴ در تاریخ ۹ دی ۱۳۹۸
  - آیین چارچوگردانی در استهبان
  - آیین چک چکو در استهبان
  - آیین عمه کبار در خرمبید
  - آیین تعزیه در خرمبید
  - آیین خیمه‌های برافراشته در زرقان
  - آیین تعزیه در زرقان
  - آیین تعزیه صحرا رود فسا
  - آیین مراسم عاشورای روستای دوان کازرون
  - آیین تعزیه مرودشت
  - آیین مراسم پرچم سرخ حسینی در فورگ داراب
  - آیین مراسم عزاداری لار
  - آیین مراسم سینه‌زنی قطاری در شهر شیراز
  - آیین چاووش خوانی اول محرم در بوانات
  - آیین تعزیه شیراز
  - آیین تعزیه  کازرون به تاریخ ۲۸ تیرماه ۱۴۰۲ [۲۱]

### کردستان
- - نسرین میرزایی؛ گنجینهٔ زندهٔ بشری در سفالگری
  - عارف غلامی؛ گنجینهٔ زندهٔ بشری در شال‌بافی
  - شیوهٔ پخت غذای محلی کوله‌که باینجان (کدو گوجه)
  - شیوهٔ درست کردن شال حاجیانه
  - شیوهٔ ساخت شَن (چنگک چوبی)

### کرمانشاه
- - بازی قارن توپان
  - مهارت پخت آش شله ریژاو (منطقه ریجاب)
  - مهارت پخت خورشت خلال کرمانشاه

### کهگیلویه و بویراحمد
- - فنون ساخت «تخته» (تخت)

### گلستان
- - سید محسن سادات مزنگی؛ گنجینهٔ زندهٔ بشری در حصیربافی
  - عفت مرادی‌زاده؛ گنجینهٔ زندهٔ بشری در ابریشم‌بافی ترکمن
  - مراسم اِلِشدرمه در عروسی ترکمن
  - دانش بومی ساخت خانه‌های چوبی گمیشان
  - دانش و مهارت بومی اجرای شیرسر در استان گلستان
  - مهارت ساخت عروسک محلی روستای قلعه قافه
  - قیطان بافی قوم قزلباش[۲۲]
  - مهارت تهیه و کارکرد لباس عروس قزاق
  - فن و مهارت ساخت تنورهای سنتی
  - مهارت پخت غذای سنتی چکدرمه قوم ترکمن
  - مهارت پخت غذای سنتی کامجدان شاهکوه
  - مراسم آیینی سنتی وادوش

### لرستان
دایه دایه وقت جنگه

### مازندران
- - مهارت پخت شیرینی سنتی پشت زیک
  - مهارت پخت نان محلی سوس نون
  - مهارت پخت کچیله نون، نان قندی محلی منطقه سوادکوه
  - آئین مجمع گذاری و اطعام دهی سنتی روستای  کوهستان بهشهر
  - مهارت پخت دله دکرده نون
  - نان پیازی منطقه سوادکوه روستای درمیان
  - مهارت پخت غذای کیی‌پلا (بیجی پلا)
  - آواز امیری یا امیری خوانی
  - مهارت پخت نان شیرینی محلی گاتا منطقه سوادکوه، دهستان آوریم رودبار
  - مهارت پخت نان محلی پنجه‌کش
  - مهارت ساختن و نواختن ساز سنتی دسرکوتن یا نقاره

### همدان
گویش نهاوندی

### یزد
- - جشن انار
  - حسیم منتظری؛ گنجینهٔ زندهٔ بشری در زرگری
  - شیوهٔ تهیهٔ کیک یزدی
  - شیوه طبخ قهوه یزدی
  - شیوهٔ ساخت خشت اومال
  - شیوهٔ ساخت دیوار چینه‌ای
  - شیوهٔ ساخت قالب جوم یزدی
  - مهارت پخت سوروکوک
  - مهارت پخت شولی یزدی
  - غلامحسین امیرخانی؛ گنجینهٔ زندهٔ  بشری در خط نستعلیق

## جدول
| شماره ثبت | نام اثر                                                                                 | تاریخ ثبت   | استان                |
| ۱         | نوروز                                                                                   | ۲۷/۱۲/۸۶    | ملی                  |
| ۲         | آئین‌ها و مراسم نیمهٔ شعبان                                                               | ۳۰/۵/۸۷     | ملی                  |
| ۳         | لاک تراشی                                                                               | ۳۰/۶/۸۷     | مازندران             |
| ۴         | ردیف‌های موسیقی ایرانی                                                                   | ۳۰/۶/۸۷     | ملی                  |
| ۵         | روز قدس                                                                                 | ۳۰/۶/۸۷     | ملی                  |
| ۶         | آئین رمضان                                                                              | ۳۰/۶/۸۷     | ملی                  |
| ۷         | اذان مؤذن‌زاده اردبیلی (الف ب ج)                                                         | ۳۰/۶/۸۷     | اردبیل               |
| ۸         | مراسم شب یلدا                                                                           | ۲۹/۹/۸۷     | ملی                  |
| ۹         | آئین‌های ورزش‌های زورخانه‌ای و پهلوانی (ج ب)                                               | ۸/۱۰/۱۹۸۷   | ملی                  |
| ۱۰        | مراسم عزاداری هشتم محرم حسینیه اعظم زنجان                                               | ۵/۱۰/۱۹۸۷   | زنجان                |
| ۱۱        | محرم در ندوشن                                                                           | ۱۵/۱۰/۸۷    | یزد                  |
| ۱۲        | مراسم زه ما ونوو پیر شالیاری                                                            | ۲۶/۱۱/۸۷    | کردستان              |
| ۱۳        | مراسم تعزیه تفرش                                                                        | ۲۶/۱۱/۸۷    | مرکزی                |
| ۱۴        | مراسم تعزیه شیراز                                                                       | ۲۶/۱۱/۸۷    | فارس                 |
| ۱۵        | مراسم تعزیه تهران                                                                       | ۲۶/۱۱/۸۷    | تهران                |
| ۱۶        | مراسم تعزیه قزوین                                                                       | ۲۶/۱۱/۸۷    | قزوین                |
| ۱۷        | مراسم تعزیه کاشان                                                                       | ۲۶/۱۱/۸۷    | اصفهان               |
| ۱۸        | مراسم تعزیه کاشمر                                                                       | ۲۶/۱۱/۸۷    | خراسان رضوی          |
| ۱۹        | مراسم تعزیه بوشهر                                                                       | ۲۶/۱۱/۸۷    | بوشهر                |
| ۲۰        | مراسم تعزیه مشهد                                                                        | ۲۶/۱۱/۸۷    | خراسان رضوی          |
| ۲۱        | مراسم تعزیه کازرون                                                                      | ۲۶/۱۱/۸۷    | فارس                 |
| ۲۲        | مراسم تعزیه اهواز                                                                       | ۲۶/۱۱/۸۷    | خوزستان              |
| ۲۳        | مراسم تعزیه اراک                                                                        | ۲۶/۱۱/۸۷    | مرکزی                |
| ۲۴        | مراسم تعزیه زنجان                                                                       | ۲۶/۱۱/۸۷    | زنجان                |
| ۲۵        | مراسم تعزیه گیلان                                                                       | ۲۶/۱۱/۸۷    | گیلان                |
| ۲۶        | مراسم تعزیه شوش                                                                         | ۲۶/۱۱/۸۷    | خوزستان              |
| ۲۷        | مراسم تعزیه بیرجند                                                                      | ۲۶/۱۱/۸۷    | خراسان جنوبی         |
| ۲۸        | مراسم تعزیه گرمسار                                                                      | ۲۶/۱۱/۸۷    | سمنان                |
| ۲۹        | هنر ترمه بافی                                                                           | ۲۷/۱۲/۸۷    | کرمان                |
| ۳۰        | آئین کشتی با چوخه خراسان شمالی و رضوی                                                   | ۲۶/۱۱/۸۷    | خراسان شمالی         |
| ۳۱        | محرم در تفت                                                                             | ۳۰/۱۱/۸۷    | یزد                  |
| ۳۲        | کوچ عشایر ایل شاهسوند (د ج)                                                             | ۲۸/۲/۸۸     | اردبیل               |
| ۳۳        | مراسم زار                                                                               | ۲۸/۲/۸۸     | بوشهر                |
| ۳۴        | مراسم ختنه سوران                                                                        | ۲۸/۲/۸۸     | کرمان                |
| ۳۵        | موسیقی بخشی‌های خراسان                                                                   | ۳۱/۵/۸۸     | خراسان شمالی         |
| ۳۶        | بافت قالی کاشان                                                                         | ۳۱/۵/۸۸     | اصفهان               |
| ۳۷        | بافت فرش قشقایی استان فارس                                                              | ۳۱/۵/۸۸     | فارس                 |
| ۳۸        | خیمه‌شب‌بازی                                                                              | ۳۱/۵/۸۸     | ملی                  |
| ۳۹        | پرده‌خوانی                                                                               | ۳۱/۵/۸۸     | ملی                  |
| ۴۰        | جشن سده تاریخی                                                                          | ۲۸/۹/۸۸     | کرمان                |
| ۴۱        | بند آمدن در منطقه کرمان                                                                 | ۲۸/۹/۸۸     | کرمان                |
| ۴۲        | مراسم کلیدزنی در کرمان                                                                  | ۲۸/۹/۸۸     | کرمان                |
| ۴۳        | باران خواهی در کرمان                                                                    | ۲۸/۹/۸۸     | کرمان                |
| ۴۴        | چرمه بهار                                                                               | ۲۸/۹/۸۸     | کرمان                |
| ۴۵        | واحد اندازه‌گیری در منطقه کرمان                                                          | ۲۸/۹/۸۸     | کرمان                |
| ۴۶        | سده چوپانی در منطقه کرمان                                                               | ۲۸/۹/۸۸     | کرمان                |
| ۴۷        | گاه‌شماری در منطقه کرمان                                                                 | ۲۸/۹/۸۸     | کرمان                |
| ۴۸        | رسم چله بری                                                                             | ۲۸/۹/۸۸     | کرمان                |
| ۴۹        | مراسم عروسی روستای خشت خراسان جنوبی                                                     | ۲۸/۹/۸۸     | خراسان جنوبی         |
| ۵۰        | باران خواهی در خراسان جنوبی                                                             | ۲۸/۹/۸۸     | خراسان جنوبی         |
| ۵۱        | حیاط حاجی بوشهر                                                                         | ۲۸/۹/۸۸     | بوشهر                |
| ۵۲        | آئین‌ها و مراسم زیارتی در قره کلیسا                                                      | ۲۸/۹/۸۸     | آذربایجان غربی       |
| ۵۳        | مراسم محرم در خرم‌آباد اسلامی                                                            | ۲۸/۹/۸۸     | لرستان               |
| ۵۴        | آئین باران خواهی در خراسان رضوی                                                         | ۲۸/۹/۸۸     | خراسان جنوبی         |
| ۵۵        | مراسم شکر گزاری اهالی روستای نامانلو                                                    | ۲۸/۹/۸۸     | خراسان شمالی         |
| ۵۶        | کشت زعفران در خراسان جنوبی                                                              | ۲۸/۹/۸۸     | خراسان جنوبی         |
| ۵۷        | معرفت جوی و هواشناسی سنتی در خراسان جنوبی                                               | ۲۸/۹/۸۸     | خراسان جنوبی         |
| ۵۸        | مراسم کوته کوته کردستان                                                                 | ۲۸/۹/۸۸     | کردستان              |
| ۵۹        | بازی گورزان                                                                             | ۲۸/۹/۸۸     | کردستان              |
| ۶۰        | مراسم شه وو نیشتی کردستان                                                               | ۲۸/۹/۸۸     | کردستان              |
| ۶۱        | مراسم کلاو روچنی کردستان                                                                | ۲۸/۹/۸۸     | کردستان              |
| ۶۲        | مراسم تربی کردستان                                                                      | ۲۸/۹/۸۸     | کردستان              |
| ۶۳        | مراسم کومسا کردستان                                                                     | ۲۸/۹/۸۸     | کردستان              |
| ۶۴        | مولودی خوانی کردستان                                                                    | ۲۸/۹/۸۸     | کردستان              |
| ۶۵        | مراسم زیارت پیر نارکی یزد                                                               | ۲۸/۹/۸۸     | یزد                  |
| ۶۶        | متن منشور کورش (نخستین بیانه حقوق بشر)                                                  | ۲۸/۹/۸۸     | ملی                  |
| ۶۷        | حجاب اقوام ایرانی                                                                       | ۱۵/۹/۸۸     | ملی                  |
| ۶۸        | مقام‌های سازی لرستان                                                                     | ۲۲/۱۰/۸۸    | لرستان               |
| ۶۹        | رقص‌های لرستان                                                                           | ۲۲/۱۰/۸۸    | لرستان               |
| ۷۰        | مقام‌های آوازی لرستان                                                                    | ۲۲/۱۰/۸۸    | لرستان               |
| ۷۱        | طب سنتی و گیاهان دارویی خرم‌آباد                                                         | ۲۲/۱۰/۸۸    | لرستان               |
| ۷۲        | طب سنتی در کرمان                                                                        | ۲۲/۱۰/۸۸    | کرمان                |
| ۷۳        | مراسم تعزیه و قتل امام (آغ)                                                             | ۲۲/۱۰/۸۸    | آذربایجان غربی       |
| ۷۴        | واحد سنجش سطح (خوی)                                                                     | ۲۲/۱۰/۸۸    | آذربایجان غربی       |
| ۷۵        | بازی داما (آغ)                                                                          | ۲۲/۱۰/۸۸    | آذربایجان غربی       |
| ۷۶        | مراسم دیشلیق (آغ)                                                                       | ۲۲/۱۰/۸۸    | آذربایجان غربی       |
| ۷۷        | مراسم ختنه سوران کردهای ایل جلالی                                                       | ۲۲/۱۰/۸۸    | آذربایجان غربی       |
| ۷۸        | مراسم پیته شهیم زرتشتیان (جشن کشاورزی)                                                  | ۲۲/۱۰/۸۸    | آذربایجان غربی       |
| ۷۹        | نمایش اسب چوبی                                                                          | ۲۲/۱۰/۸۸    | خراسان رضوی          |
| ۸۰        | موسیقی عاشیقی زنجان                                                                     | ۲۲/۱۰/۸۸    | زنجان                |
| ۸۱        | چوگان                                                                                   | ۱۹/۱۲/۸۸    | منطقهای              |
| ۸۲        | مراسم عید غدیر خم                                                                       | ۱۹/۱۲/۸۸    | ملی                  |
| ۸۳        | مراسم سنگ زنی سمنان                                                                     | ۱۹/۱۲/۸۸    | سمنان                |
| ۸۴        | قلمزنی                                                                                  | ۱۹/۱۲/۸۸    | منطقهای              |
| ۸۵        | شاهنامه خوانی بختیاری                                                                   | ۱۹/۱۲/۸۸    | خوزستان              |
| ۸۶        | قالی بافی تبریز                                                                         | ۱۹/۱۲/۸۸    | آذربایجان شرقی       |
| ۸۷        | گیاه درمانی                                                                             | ۱۹/۱۲/۸۸    | ملی                  |
| ۸۸        | ورنی بافی                                                                               | ۱۹/۱۲/۸۸    | منطقهای              |
| ۸۹        | سفره گواه‌گیری                                                                           | ۱۹/۱۲/۸۸    | ملی                  |
| ۹۰        | بیت و بیت خوانی                                                                         | ۱۹/۱۲/۸۸    | منطقهای              |
| ۹۱        | موسیقی مقامی ترکمن                                                                      | ۱۹/۱۲/۸۸    | منطقهای              |
| ۹۲        | موسیقی مازندران                                                                         | ۱۹/۱۲/۸۸    | منطقهای              |
| ۹۳        | کلاه بختیاری                                                                            | ۱۹/۱۲/۸۸    | چهارمحال             |
| ۹۴        | مراسم آق قویون ترکمن                                                                    | ۱۹/۱۲/۸۸    | منطقهای              |
| ۹۵        | داغ درمانی                                                                              | ۱۹/۱۲/۸۸    | ملی                  |
| ۹۶        | رقص خنجر                                                                                | ۱۹/۱۲/۸۸    | منطقهای              |
| ۹۷        | قالی بافی کرمان                                                                         | ۱۹/۱۲/۸۸    | کرمان                |
| ۹۸        | هنر معرق کاری با چوب                                                                    | ۱۹/۱۲/۸۸    | ملی                  |
| ۹۹        | تعزیه در ساوجبلاغ                                                                       | ۱۹/۱۲/۸۸    | تهران                |
| ۱۰۰       | هنر تذهیب                                                                               | ۱۹/۱۲/۸۸    | ملی                  |
| ۱۰۱       | جشن مهرگان                                                                              | ۱۹/۱۲/۸۸    | ملی                  |
| ۱۰۲       | خطبه حضرت زهرا (س)                                                                      | ۲۰/۰۲/۸۹    | ملی                  |
| ۱۰۳       | تقویم جلالی                                                                             | ۲۰/۰۲/۸۹    | ملی                  |
| ۱۰۴       | خرمهره قم                                                                               | ۲۱/۰۲/۸۹    | قم                   |
| ۱۰۵       | سفال و سرامیک لالجین                                                                    | ۲۱/۰۲/۸۹    | همدان                |
| ۱۰۶       | علم واچینی                                                                              | ۲۹/۰۲/۸۹    | گیلان                |
| ۱۰۷       | موسیقی عاشیقی آذربایجان شرقی                                                            | ۱/۳/۱۹۸۹    | آذربایجان شرقی       |
| ۱۰۸       | کلاه کرکی                                                                               | ۴/۳/۱۹۸۹    | خراسان شمالی         |
| ۱۰۹       | مراسم گلاب‌گیری قمصر کاشان                                                               | ۸/۳/۱۹۸۹    | اصفهان               |
| ۱۱۰       | مهارت بافت قالی آذربایجان                                                               | ۱۲/۴/۱۹۸۹   | منطقهای              |
| ۱۱۱       | تعزیه سنتی                                                                              | ۱۲/۴/۱۹۸۹   | منطقهای              |
| ۱۱۲       | تعزیه در گزین همدان                                                                     | ۲۲/۱۰/۱۳۸۸  | همدان                |
| ۱۱۳       | ساز سازی                                                                                | ۲۲/۱۰/۱۳۸۸  | ملی                  |
| ۱۱۴       | مخمل دوزی                                                                               | ۲۲/۱۰/۱۳۸۸  | ملی                  |
| ۱۱۵       | چاقو سازی زنجان                                                                         | ۵/۳/۱۳۸۹    | زنجان                |
| ۱۱۶       | زیلو بافی کاشان                                                                         | ۵/۳/۱۳۸۹    | اصفهان               |
| ۱۱۷       | سفیدگری                                                                                 | ۵/۳/۱۳۸۹    | منطقه ای             |
| ۱۱۸       | گویش گورانی                                                                             | ۵/۳/۱۳۸۹    | کرمانشاه             |
| ۱۱۹       | هودی- لالایی کودکان ترکمن                                                               | ۵/۳/۱۳۸۹    | منطقه ای             |
| ۱۲۰       | کوچ و زندگی عشایر قشقایی                                                                | ۵/۳/۱۳۸۹    | فارس                 |
| ۱۲۱       | لالایی مادران ایرانی                                                                    | ۵/۳/۱۳۸۹    | ملی                  |
| ۱۲۲       | گویش تالشی                                                                              | ۵/۳/۱۳۸۹    | منطقه ای             |
| ۱۲۳       | گویش هورامی                                                                             | ۵/۳/۱۳۸۹    | منطقه ای             |
| ۱۲۴       | آیین کتلو مافگه                                                                         | ۵/۳/۱۳۸۹    | خوزستان              |
| ۱۲۵       | تعزیه در وفس                                                                            | ۵/۳/۱۳۸۹    | مرکزی                |
| ۱۲۶       | سفره بی بی سه شنبه                                                                      | ۵/۳/۱۳۸۹    | ایلام                |
| ۱۲۷       | سفره حضرت رقیه خاتون                                                                    | ۵/۳/۱۳۸۹    | ملی                  |
| ۱۲۸       | جادو درمانی                                                                             | ۵/۳/۱۳۸۹    | ملی                  |
| ۱۲۹       | مراسم زار خلیج فارس                                                                     | ۵/۳/۱۳۸۹    | منطقه ای             |
| ۱۳۰       | شیشه‌گری سنتی                                                                            | ۵/۳/۱۳۸۹    | منطقه ای             |
| ۱۳۱       | رقص کردی                                                                                | ۵/۳/۱۳۸۹    | منطقه ای             |
| ۱۳۲       | فنون لنج سازی در هرمزگان                                                                | ۵/۳/۱۳۸۹    | هرمزگان              |
| ۱۳۳       | قالی بافی کردستان                                                                       | ۵/۳/۱۳۸۹    | کردستان              |
| ۱۳۴       | سنت دم دم سحری                                                                          | ۵/۳/۱۳۸۹    | بوشهر                |
| ۱۳۵       | چموش بافی                                                                               | ۵/۳/۱۳۸۹    | گیلان                |
| ۱۳۶       | مراسم عروس گوله                                                                         | ۵/۳/۱۳۸۹    | گیلان                |
| ۱۳۷       | نوروز خوانی                                                                             | ۵/۳/۱۳۸۹    | منطقه ای             |
| ۱۳۸       | مراسم هلوهلو                                                                            | ۵/۳/۱۳۸۹    | سیستان و بلوچستان    |
| ۱۳۹       | مهارت ساخت کاشیکاری معرق                                                                | ۵/۳/۱۳۸۹    | ملی                  |
| ۱۴۰       | مراسم خنچه برون                                                                         | ۵/۳/۱۳۸۹    | یزد                  |
| ۱۴۱       | مهارت نازک کاری چوب                                                                     | ۵/۳/۱۳۸۹    | منطقه ای             |
| ۱۴۲       | خوس دوزی هرمزگان                                                                        | ۵/۳/۱۳۸۹    | هرمزگان              |
| ۱۴۳       | مراسم کلوخ اندازان                                                                      | ۵/۳/۱۳۸۹    | منطقه ای             |
| ۱۴۴       | سفره ابوالفضل عباس                                                                      | ۵/۳/۱۳۸۹    | ملی                  |
| ۱۴۵       | مهارت ساخت سازهای سنتی                                                                  | ۵/۳/۱۳۸۹    | ملی                  |
| ۱۴۶       | عیارگیران                                                                               | ۵/۳/۱۳۸۹    | مازندران             |
| ۱۴۷       | گلیم شیرکی پیچ                                                                          | ۵/۳/۱۳۸۹    | کرمان                |
| ۱۴۸       | سفرهٔ امام حسن                                                                           | ۵/۳/۱۳۸۹    | ملی                  |
| ۱۴۹       | علم‌گردانی                                                                               | ۵/۳/۱۳۸۹    | منطقه ای             |
| ۱۵۰       | مراسم قالی شویان مشهد اردهال                                                            | ۵/۳/۱۳۸۹    | کاشان                |
| ۱۵۱       | چاروق دوزی زنجان                                                                        | ۵/۳/۱۳۸۹    | زنجان                |
| ۱۵۲       | تعزیه میناب                                                                             | ۵/۳/۱۳۸۹    | هرمزگان              |
| ۱۵۳       | مهارت ساخت آیینه کاری                                                                   | ۵/۳/۱۳۸۹    | منطقه ای             |
| ۱۵۴       | مراسم زن شاهی                                                                           | ۵/۳/۱۳۸۹    | مازندران             |
| ۱۵۵       | گلیم بافی قشقایی استان فارس                                                             | ۵/۳/۱۳۸۹    | فارس                 |
| ۱۵۶       | آیین پرخوانی ترکمن                                                                      | ۵/۳/۱۳۸۹    | گلستان- خراسان شمالی |
| ۱۵۷       | گویش خویینی                                                                             | ۵/۳/۱۳۸۹    | زنجان                |
| ۱۵۸       | مراسم چهل منبرون کرمان                                                                  | ۵/۳/۱۳۸۹    | کرمان                |
| ۱۵۹       | سفره حضرت خضر                                                                           | ۵/۳/۱۳۸۹    | ملی                  |
| ۱۶۰       | سینه زنی بوشهر                                                                          | ۵/۳/۱۳۸۹    | بوشهر                |
| ۱۶۱       | مهارت‌های سنتی چاپ کلاقه ای اسکو                                                         | ۱۹/۱۱/۸۹    | آذربایجان شرقی       |
| ۱۶۲       | مراسم سنتی سی و ششمین روز بهار اسکو                                                     | ۱۹/۱۱/۸۹    | آذربایجان شرقی       |
| ۱۶۳       | سفالگری با خاک سفید                                                                     | ۱۹/۱۱/۸۹    | آذربایجان شرقی       |
| ۱۶۴       | مراسم کوسه به داس                                                                       | ۱۹/۱۱/۸۹    | آذربایجان غربی       |
| ۱۶۵       | عاشیق لار                                                                               | ۱۹/۱۱/۸۹    | آذربایجان غربی       |
| ۱۶۶       | چادر شب بافی گیلان                                                                      | ۱۷/۱۱/۸۹    | گیلان                |
| ۱۶۷       | ابریشم کشی و ابریشم بافی                                                                | ۱۷/۱۱/۸۹    | مازندران             |
| ۱۶۸       | زیارت پیر چک چک                                                                         | ۱۹/۱۱/۸۹    | یزد                  |
| ۱۶۹       | مراسم آئینی سنتی برف چال                                                                | ۱۹/۱۱/۸۹    | مازندران             |
| ۱۷۰       | مراسم عزاداری مردم دارالارشاد اردبیل در محرم با تأکید بر تشت گذاری                      | ۱۸/۱۱/۸۹    | اردبیل               |
| ۱۷۱       | فیروزه کوبی                                                                             | ۱۸/۱۱/۸۹    | اصفهان               |
| ۱۷۲       | موسیقی آوازی هوره ایلام                                                                 | ۱۸/۱۱/۸۹    | ایلام                |
| ۱۷۳       | دوزله نوازی ایلام                                                                       | ۱۸/۱۱/۸۹    | ایلام                |
| ۱۷۴       | تعزیه و شبیه خوانی تعزیه                                                                | ۱۸/۱۱/۸۹    | ایلام                |
| ۱۷۵       | عبا بافی                                                                                | ۱۸/۱۱/۸۹    | بوشهر                |
| ۱۷۶       | پاپیه ماشه                                                                              | ۱۷/۱۱/۸۹    | اصفهان               |
| ۱۷۷       | آیین گل غلتان نوزاد شهرستان دامغان                                                      | ۱۷/۱۱/۱۳۸۹  | سمنان                |
| ۱۷۸       | سفال‌گری کلپورگان                                                                        | ۱۷/۱۱/۱۳۸۹  | سیستان و             |
| ۱۷۹       | سوزن دوزی بلوچستان                                                                      | ۱۷/۱۱/۱۳۸۹  | سیستان               |
| ۱۸۰       | زیورآلات سنتی                                                                           | ۱۹/۱۱/۱۳۸۹  | سیستان               |
| ۱۸۱       | فنون و مراسم سمنو پزان                                                                  | ۱۹/۱۱/۱۳۸۹  | فارس                 |
| ۱۸۲       | بازی شمشیر                                                                              | ۱۹/۱۱/۱۳۸۹  | فارس                 |
| ۱۸۳       | چوب بازی عشایر قشقایی                                                                   | ۱۹/۱۱/۱۳۸۹  | فارس                 |
| ۱۸۴       | موج بافی                                                                                | ۱۷/۱۱/۸۹    | قزوین                |
| ۱۸۵       | آئین پنجاه بدر                                                                          | ۱۷/۱۱/۸۹    | قزوین                |
| ۱۸۶       | کارت بافی در دره الموت                                                                  | ۱۷/۱۱/۸۹    | قزوین                |
| ۱۸۷       | سنت سمنو پزان                                                                           | ۱۷/۱۱/۸۹    | قزوین                |
| ۱۸۸       | زره بافی قزوین                                                                          | ۱۷/۱۱/۸۹    | قزوین                |
| ۱۸۹       | مراسم طبل زنی سحرهای ماه مبارک رمضان                                                    | ۱۷/۱۱/۸۹    |                      |
| ۱۹۰       | مهارت در ساخت چنگ ایران باستان                                                          | ۱۸/۱۱/۸۹    | قزوین                |
| ۱۹۱       | بیل‌گردانی نیمور محلات                                                                   | ۱۸/۱۱/۸۹    | مرکزی                |
| ۱۹۲       | جشن تیرگان                                                                              | ۱۸/۱۱/۸۹    | مرکزی                |
| ۱۹۳       | تهیهٔ آب دعا شهر شاهرود                                                                  | ۱۸/۱۱/۸۹    | سمنان                |
| ۱۹۴       | چیغ‌بافی                                                                                 | ۱۸/۱۱/۸۹    | کرمانشاه             |
| ۱۹۵       | گلیم‌بافی هرسین                                                                          | ۱۸/۱۱/۸۹    | کرمانشاه             |
| ۱۹۶       | فنون و شیوه‌های نمک‌گیری در دریاچهٔ ارومیه                                                 | ۲۳/۳/۹۰     | آذربایجان غربی       |
| ۱۹۷       | فنآوری تهیهٔ دوشاب در شهر ارومیه                                                         | ۲۳/۳/۹۰     | آذربایجان غربی       |
| ۱۹۸       | حکاکی روی نقره                                                                          | ۲۳/۳/۹۰     | آذربایجان شرقی       |
| ۱۹۹       | حصیر بافی                                                                               | ۲۳/۳/۹۰     | ایلام                |
| ۲۰۰       | جاجیم بافی                                                                              | ۲۳/۳/۹۰     | ایلام                |
| ۲۰۱       | موسیقی مقامی مور                                                                        | ۲۳/۳/۹۰     | ایلام                |
| ۲۰۲       | نظام مدیریتی سنتی تقسیم آب چشمه سلیمانیه                                                | ۲۳/۳/۹۰     | اصفهان               |
| ۲۰۳       | تعزیه برغان                                                                             | ۲۴/۳/۹۰     | البرز                |
| ۲۰۴       | صنایع دستی چرمی                                                                         | ۲۴/۳/۹۰     | البرز                |
| ۲۰۵       | بازی هله هله گرگ چمبری                                                                  | ۲۴/۳/۹۰     | بوشهر                |
| ۲۰۶       | بازی سول                                                                                | ۲۴/۳/۹۰     | بوشهر                |
| ۲۰۷       | شروه خوانی                                                                              | ۲۴/۳/۹۰     | بوشهر                |
| ۲۰۸       | مراسم خیمه سوزان                                                                        | ۲۵/۳/۹۰     | چهارمحال             |
| ۲۰۹       | گیوه بافی                                                                               | ۲۵/۳/۹۰     | چهارمحال             |
| ۲۱۰       | نمد مالی                                                                                | ۲۵/۳/۹۰     | چهارمحال             |
| ۲۱۱       | فروبردن علم در قدمگاه گرداب بن                                                          | ۲۵/۳/۹۰     | چهارمحال             |
| ۲۱۲       | نمد مالی (گپنگ)                                                                         | ۲۵/۳/۹۰     | خراسان جنوبی         |
| ۲۱۳       | کپو بافی                                                                                | ۲۵/۳/۹۰     | خوزستان              |
| ۲۱۴       | خراطی                                                                                   | ۲۵/۳/۹۰     | خوزستان              |
| ۲۱۵       | ردیف موسیقی مقامی شوشتر به روایت استاد اهلی                                             | ۲۵/۳/۹۰     | خوزستان              |
| ۲۱۶       | دانش سنتی گاهشماری سنگسری سمنان                                                         | ۲۴/۳/۹۰     | سمنان                |
| ۲۱۷       | مراسم نخل‌گردانی شاهرود                                                                  | ۲۴/۳/۹۰     | سمنان                |
| ۲۱۸       | مراسم طوق بندان شهر دامغان                                                              | ۲۴/۳/۹۰     | سمنان                |
| ۲۱۹       | سکه دوزی                                                                                | ۲۴/۳/۹۰     | سیستان               |
| ۲۲۰       | گلیم بافی سیستان                                                                        | ۲۴/۳/۹۰     | سیستان               |
| ۲۲۱       | مراسم کشتی پهلو به پهلو                                                                 | ۲۴/۳/۹۰     | قزوین                |
| ۲۲۲       | نمایش آیینی سیاه ببو و سفید ببو در گازرخان                                              | ۲۴/۳/۹۰     | قزوین                |
| ۲۲۳       | جشن فندق                                                                                | ۲۴/۳/۹۰     | قزوین                |
| ۲۲۴       | رقص محلی هلپرکی                                                                         | ۲۳/۳/۹۰     | کردستان              |
| ۲۲۵       | طب سنتی کردستان                                                                         | ۲۳/۳/۹۰     | کردستان              |
| ۲۲۶       | ارسی سازی                                                                               | ۲۳/۳/۹۰     | کردستان              |
| ۲۲۷       | سمنو پزان                                                                               | ۲۴/۳/۹۰     | کردستان              |
| ۲۲۸       | پته دوزی                                                                                | ۲۴/۳/۹۰     | کرمان                |
| ۲۲۹       | تعزیه سنتی                                                                              | ۲۴/۳/۹۰     | کهگیلویه             |
| ۲۳۰       | ترکه بازی                                                                               | ۲۴/۳/۹۰     | کهگیلویه             |
| ۲۳۱       | یالایالا بارونی                                                                         | ۲۴/۳/۹۰     | کهگیلویه             |
| ۲۳۲       | آواهای کار                                                                              | ۲۴/۳/۹۰     | کهگیلویه             |
| ۲۳۳       | پوستین دوزی                                                                             | ۲۵/۳/۹۰     | گلستان               |
| ۲۳۴       | فرش ترکمن                                                                               | ۲۵/۳/۹۰     | گلستان               |
| ۲۳۵       | مهارت سنتی قلابدوزی رشت                                                                 | ۲۵/۳/۹۰     | گیلان                |
| ۲۳۶       | جشن تیرماه سیزده                                                                        | ۲۵/۳/۹۰     | گیلان                |
| ۲۳۷       | نمایش آیین آهوچره                                                                       | ۲۵/۳/۹۰     | گیلان                |
| ۲۳۸       | شالبافی گیلان                                                                           | ۲۵/۳/۹۰     | گیلان                |
| ۲۳۹       | گاهشماری گیلان                                                                          | ۲۵/۳/۹۰     | گیلان                |
| ۲۴۰       | گلیمچه متکازین                                                                          | ۲۴/۳/۹۰     | مازندران             |
| ۲۴۱       | مراسم آهو اهو                                                                           | ۲۴/۳/۹۰     | مرکزی                |
| ۲۴۲       | چغچغه زنی در روستای انجدان                                                              | ۲۴/۳/۹۰     | مرکزی                |
| ۲۴۳       | علم‌گردانی قشم                                                                           | ۲۴/۳/۹۰     | هرمزگان              |
| ۲۴۴       | نازک کاری                                                                               | ۲۴/۳/۹۰     | همدان                |
| ۲۴۵       | مراسم تعزیه                                                                             | ۲۴/۳/۹۰     | همدان                |
| ۲۴۶       | زیلوبافی میبد                                                                           | ۲۵/۰۳/۹۰    | یزد                  |
| ۲۴۷       | رشته جنته‌بافی ابرکوه                                                                    | ۲۵/۰۳/۹۰    | یزد                  |
| ۲۴۸       | سفالگری میبد                                                                            | ۲۵/۰۳/۹۰    | یزد                  |
| ۲۴۹       | آئین نخل‌برداری                                                                          | ۲۵/۰۳/۹۰    | یزد                  |
| ۲۵۰       | مهارت ساخت منبت همدان                                                                   | ۲۴/۰۳/۹۰    | همدان                |
| ۲۵۱       | چهارچوگردانی استهبان                                                                    | ۲۴/۰۳/۹۰    | فارس                 |
| ۲۵۲       | اذان غربانی                                                                             | ۲۸/۰۷/۹۰    | خراسان رضوی          |
| ۲۵۳       | آیین بزرگداشت علی‌اصغر                                                                   | ۶/۹/۱۹۹۰    | ملی                  |
| ۲۵۴       | مراسم سقایی همدان                                                                       | ۲۸/۰۸/۹۰    | همدان                |
| ۲۵۵       | آیین نخل‌گردانی خراسان شمالی                                                             | ۲۸/۰۸/۹۰    | خراسان شمالی         |
| ۲۵۶       | مراسم تاسوعا و عاشورای حسینی بم                                                         | ۲۸/ ۰۸/۹۰   | کرمان                |
| ۲۵۷       | آیین‌های ازدواج در آذربایجان شرقی                                                        | ۲۸/۰۸/ ۱۳۹۰ | آذربایجان شرقی       |
| ۲۵۸       | آیین‌های ازدواج در آذربایجان غربی                                                        | ۲۸/۰۸/ ۱۳۹۰ | آذربایجان غربی       |
| ۲۵۹       | آیین‌های ازدواج در اردبیل                                                                | ۲۸/۰۸/ ۱۳۹۰ | اردبیل               |
| ۲۶۰       | آیین‌های ازدواج در اصفهان                                                                | ۲۸/۰۸/ ۱۳۹۰ | اصفهان               |
| ۲۶۱       | آیین‌های ازدواج در البرز                                                                 | ۲۸/۰۸/ ۱۳۹۰ | البرز                |
| ۲۶۲       | آیین‌های ازدواج در ایلام                                                                 | ۲۸/۰۸/ ۱۳۹۰ | ایلام                |
| ۲۶۳       | آیین‌های ازدواج در بوشهر                                                                 | ۲۸/۰۸/ ۱۳۹۰ | بوشهر                |
| ۲۶۴       | آیین‌های ازدواج در تهران                                                                 | ۲۸/۰۸/ ۱۳۹۰ | تهران                |
| ۲۶۵       | آیین‌های ازدواج در چهارمحال و بختیاری                                                    | ۲۸/۰۸/ ۱۳۹۰ | چهارمحال و بختیاری   |
| ۲۶۶       | آیین‌های ازدواج در خراسان جنوبی                                                          | ۲۸/۰۸/ ۱۳۹۰ | خراسان جنوبی         |
| ۲۶۷       | آیین‌های ازدواج در خراسان رضوی                                                           | ۲۸/۰۸/ ۱۳۹۰ | خراسان رضوی          |
| ۲۶۸       | آیین‌های ازدواج در خراسان شمالی                                                          | ۲۸/۰۸/ ۱۳۹۰ | خراسان شمالی         |
| ۲۶۹       | آیین‌های ازدواج در خوزستان                                                               | ۲۸/۰۸/ ۱۳۹۰ | خوزستان              |
| ۲۷۰       | آیین‌های ازدواج در زنجان                                                                 | ۲۸/۰۸/ ۱۳۹۰ | زنجان                |
| ۲۷۱       | آیین‌های ازدواج در سمنان                                                                 | ۲۸/۰۸/ ۱۳۹۰ | سمنان                |
| ۲۷۲       | آیین‌های ازدواج در سیستان و بلوچستان                                                     | ۲۸/۰۸/ ۱۳۹۰ | سیستان و بلوچستان    |
| ۲۷۳       | آیین‌های ازدواج در فارس                                                                  | ۲۸/۰۸/ ۱۳۹۰ | فارس                 |
| ۲۷۴       | آیین‌های ازدواج در قزوین                                                                 | ۲۸/۰۸/ ۱۳۹۰ | قزوین                |
| ۲۷۵       | آیین‌های ازدواج در کردستان                                                               | ۲۸/۰۸/ ۱۳۹۰ | کردستان              |
| ۲۷۶       | آیین‌های ازدواج در کرمان                                                                 | ۲۸/۰۸/ ۱۳۹۰ | کرمان                |
| ۲۷۷       | آیین‌های ازدواج در کرمانشاه                                                              | ۲۸/۰۸/ ۱۳۹۰ | کرمانشاه             |
| ۲۷۸       | آیین‌های ازدواج در کهگیلویه و بویراحمد                                                   | ۲۸/۰۸/ ۱۳۹۰ | کهگیلویه و بویراحمد  |
| ۲۷۹       | آیین‌های ازدواج در گلستان                                                                | ۲۸/۰۸/ ۱۳۹۰ | گلستان               |
| ۲۸۰       | آیین‌های ازدواج در گیلان                                                                 | ۲۸/۰۸/ ۱۳۹۰ | گیلان                |
| ۲۸۱       | آیین‌های ازدواج در لرستان                                                                | ۲۸/۰۸/ ۱۳۹۰ | لرستان               |
| ۲۸۲       | آیین‌های ازدواج در مازندران                                                              | ۲۸/۰۸/ ۱۳۹۰ | مازندران             |
| ۲۸۳       | آیین‌های ازدواج در مرکزی                                                                 | ۲۸/۰۸/ ۱۳۹۰ | مرکزی                |
| ۲۸۴       | آیین‌های ازدواج در هرمزگان                                                               | ۲۸/۰۸/ ۱۳۹۰ | هرمزگان              |
| ۲۸۵       | آیین‌های ازدواج در همدان                                                                 | ۲۸/۰۸/ ۱۳۹۰ | همدان                |
| ۲۸۶       | آیین‌های ازدواج در یزد                                                                   | ۲۸/۰۸/ ۱۳۹۰ | یزد                  |
| ۲۸۷       | مهارت پخت نان در آذربایجان شرقی                                                         | ۲۸/۰۸/ ۱۳۹۰ | آذربایجان شرقی       |
| ۲۸۸       | مهارت پخت نان در آذربایجان غربی                                                         | ۲۸/۰۸/ ۱۳۹۰ | آذربایجان غربی       |
| ۲۸۹       | مهارت پخت نان در اردبیل                                                                 | ۲۸/۰۸/ ۱۳۹۰ | اردبیل               |
| ۲۹۰       | مهارت پخت نان در اصفهان                                                                 | ۲۸/۰۸/ ۱۳۹۰ | اصفهان               |
| ۲۹۱       | مهارت پخت نان در ایلام                                                                  | ۲۸/۰۸/ ۱۳۹۰ | ایلام                |
| ۲۹۲       | مهارت پخت نان در بوشهر                                                                  | ۲۸/۰۸/ ۱۳۹۰ | بوشهر                |
| ۲۹۳       | مهارت پخت نان در تهران                                                                  | ۲۸/۰۸/ ۱۳۹۰ | تهران                |
| ۲۹۴       | مهارت پخت نان در چهارمحال و بختیاری                                                     | ۲۸/۰۸/ ۱۳۹۰ | چهارمحال و بختیاری   |
| ۲۹۵       | مهارت پخت نان در خراسان جنوبی                                                           | ۲۸/۰۸/ ۱۳۹۰ | خراسان جنوبی         |
| ۲۹۶       | مهارت پخت نان در خراسان رضوی                                                            | ۲۸/۰۸/ ۱۳۹۰ | خراسان رضوی          |
| ۲۹۷       | مهارت پخت نان در خراسان شمالی                                                           | ۲۸/۰۸/ ۱۳۹۰ | خراسان شمالی         |
| ۲۹۸       | پخت نان در خوزستان                                                                      | ۲۸/۰۸/ ۱۳۹۰ | خوزستان              |
| ۲۹۹       | پخت نان در زنجان                                                                        | ۲۸/۰۸/ ۱۳۹۰ | زنجان                |
| ۳۰۰       | پخت نان در سمنان                                                                        | ۲۸/۰۸/ ۱۳۹۰ | سمنان                |
| ۳۰۱       | مهارت پخت نان در سیستان و بلوچستان                                                      | ۲۸/۰۸/ ۱۳۹۰ | سیستان و بلوچستان    |
| ۳۰۲       | مهارت پخت نان در فارس                                                                   | ۲۸/۰۸/ ۱۳۹۰ | فارس                 |
| ۳۰۳       | مهارت پخت نان در قزوین                                                                  | ۲۸/۰۸/ ۱۳۹۰ | قزوین                |
| ۳۰۴       | مهارت پخت نان در کردستان                                                                | ۲۸/۰۸/ ۱۳۹۰ | کردستان              |
| ۳۰۵       | مهارت پخت نان در کرمان                                                                  | ۲۸/۰۸/ ۱۳۹۰ | کرمان                |
| ۳۰۶       | پخت نان در کرمانشاه                                                                     | ۲۸/۰۸/ ۱۳۹۰ | کرمانشاه             |
| ۳۰۷       | پخت نان در کهگیلویه و بویراحمد                                                          | ۲۸/۰۸/ ۱۳۹۰ | کهگیلویه و بویراحمد  |
| ۳۰۸       | مهارت پخت نان در گلستان                                                                 | ۲۸/۰۸/ ۱۳۹۰ | گلستان               |
| ۳۰۹       | مهارت پخت نان در گیلان                                                                  | ۲۸/۰۸/ ۱۳۹۰ | گیلان                |
| ۳۱۰       | مهارت پخت نان در لرستان                                                                 | ۲۸/۰۸/ ۱۳۹۰ | لرستان               |
| ۳۱۱       | مهارت پخت نان در مازندران                                                               | ۲۸/۰۸/ ۱۳۹۰ | مازندران             |
| ۳۱۲       | مهارت پخت نان در مرکزی                                                                  | ۲۸/۰۸/ ۱۳۹۰ | مرکزی                |
| ۳۱۳       | مهارت پخت نان در هرمزگان                                                                | ۲۸/۰۸/ ۱۳۹۰ | هرمزگان              |
| ۳۱۴       | پخت نان در همدان                                                                        | ۲۸/۰۸/ ۱۳۹۰ | همدان                |
| ۳۱۵       | پخت نان در یزد                                                                          | ۲۸/۰۸/ ۱۳۹۰ | یزد                  |
| ۳۱۶       | طب سنتی در آذربایجان شرقی                                                               | ۲۸/۰۸/ ۱۳۹۰ | آذربایجان شرقی       |
| ۳۱۷       | طب سنتی در آذربایجان غربی                                                               | ۲۸/۰۸/ ۱۳۹۰ | آذربایجان غربی       |
| ۳۱۸       | طب سنتی در اردبیل                                                                       | ۲۸/۰۸/ ۱۳۹۰ | اردبیل               |
| ۳۱۹       | طب سنتی در اصفهان                                                                       | ۲۸/۰۸/ ۱۳۹۰ | اصفهان               |
| ۳۲۰       | طب سنتی در ایلام                                                                        | ۲۸/۰۸/ ۱۳۹۰ | ایلام                |
| ۳۲۱       | طب سنتی در بوشهر                                                                        | ۲۸/۰۸/ ۱۳۹۰ | بوشهر                |
| ۳۲۲       | طب سنتی در تهران                                                                        | ۲۸/۰۸/ ۱۳۹۰ | تهران                |
| ۳۲۳       | طب سنتی در چهارمحال و بختیاری                                                           | ۲۸/۰۸/ ۱۳۹۰ | چهارمحال و بختیاری   |
| ۳۲۴       | طب سنتی در خراسان جنوبی                                                                 | ۲۸/۰۸/ ۱۳۹۰ | خراسان جنوبی         |
| ۳۲۵       | طب سنتی در خراسان رضوی                                                                  | ۲۸/۰۸/ ۱۳۹۰ | خراسان رضوی          |
| ۳۲۶       | طب سنتی در خراسان شمالی                                                                 | ۲۸/۰۸/ ۱۳۹۰ | خراسان شمالی         |
| ۳۲۷       | طب سنتی در خوزستان                                                                      | ۲۸/۰۸/ ۱۳۹۰ | خوزستان              |
| ۳۲۸       | طب سنتی در زنجان                                                                        | ۲۸/۰۸/ ۱۳۹۰ | زنجان                |
| ۳۲۹       | طب سنتی در سمنان                                                                        | ۲۸/۰۸/ ۱۳۹۰ | سمنان                |
| ۳۳۰       | طب سنتی در سیستان و بلوچستان                                                            | ۲۸/۰۸/ ۱۳۹۰ | سیستان و بلوچستان    |
| ۳۳۱       | طب سنتی در فارس                                                                         | ۲۸/۰۸/ ۱۳۹۰ | فارس                 |
| ۳۳۲       | طب سنتی در قزوین                                                                        | ۲۸/۰۸/ ۱۳۹۰ | قزوین                |
| ۳۳۳       | طب سنتی در کرمانشاه                                                                     | ۲۸/۰۸/ ۱۳۹۰ | کرمانشاه             |
| ۳۳۴       | طب سنتی در کهگیلویه و بویراحمد                                                          | ۲۸/۰۸/ ۱۳۹۰ | کهگیلویه و بویراحمد  |
| ۳۳۵       | طب سنتی در گلستان                                                                       | ۲۸/۰۸/ ۱۳۹۰ | گلستان               |
| ۳۳۶       | طب سنتی در گیلان                                                                        | ۲۸/۰۸/ ۱۳۹۰ | گیلان                |
| ۳۳۷       | طب سنتی در مازندران                                                                     | ۲۸/۰۸/ ۱۳۹۰ | مازندران             |
| ۳۳۸       | طب سنتی در هرمزگان                                                                      | ۲۸/۰۸/ ۱۳۹۰ | هرمزگان              |
| ۳۳۹       | طب سنتی در همدان                                                                        | ۲۸/۰۸/ ۱۳۹۰ | همدان                |
| ۳۴۰       | طب سنتی در یزد                                                                          | ۲۸/۰۸/ ۱۳۹۰ | یزد                  |
| ۳۴۱       | مهارت دوخت پوشاک سنتی در آذربایجان شرقی                                                 | ۲۸/۰۸/ ۱۳۹۰ | آذربایجان شرقی       |
| ۳۴۲       | مهارت دوخت پوشاک سنتی در آذربایجان غربی                                                 | ۲۸/۰۸/ ۱۳۹۰ | آذربایجان غربی       |
| ۳۴۳       | مهارت دوخت پوشاک سنتی در اردبیل                                                         | ۲۸/۰۸/ ۱۳۹۰ | اردبیل               |
| ۳۴۴       | مهارت دوخت پوشاک سنتی در اصفهان                                                         | ۲۸/۰۸/ ۱۳۹۰ | اصفهان               |
| ۳۴۵       | مهارت دوخت پوشاک سنتی در ایلام                                                          | ۲۸/۰۸/ ۱۳۹۰ | ایلام                |
| ۳۴۶       | مهارت دوخت پوشاک سنتی در بوشهر                                                          | ۲۸/۰۸/ ۱۳۹۰ | بوشهر                |
| ۳۴۷       | مهارت دوخت پوشاک سنتی در چهارمحال و بختیاری                                             | ۲۸/۰۸/ ۱۳۹۰ | چهارمحال و بختیاری   |
| ۳۴۸       | مهارت دوخت پوشاک سنتی در خراسان جنوبی                                                   | ۲۸/۰۸/ ۱۳۹۰ | خراسان جنوبی         |
| ۳۴۹       | مهارت دوخت پوشاک سنتی در خراسان رضوی                                                    | ۲۸/۰۸/ ۱۳۹۰ | خراسان رضوی          |
| ۳۵۰       | مهارت دوخت پوشاک سنتی در خراسان شمالی                                                   | ۲۸/۰۸/ ۱۳۹۰ | خراسان شمالی         |
| ۳۵۱       | مهارت دوخت پوشاک سنتی در خوزستان                                                        | ۲۸/۰۸/ ۱۳۹۰ | خوزستان              |
| ۳۵۲       | دوخت پوشاک سنتی در زنجان                                                                | ۲۸/۰۸/ ۱۳۹۰ | زنجان                |
| ۳۵۳       | دوخت پوشاک سنتی در سمنان                                                                | ۲۸/۰۸/ ۱۳۹۰ | سمنان                |
| ۳۵۴       | دوخت پوشاک سنتی در قزوین                                                                | ۲۸/۰۸/ ۱۳۹۰ | قزوین                |
| ۳۵۵       | دوخت پوشاک سنتی در کرمان                                                                | ۲۸/۰۸/ ۱۳۹۰ | کرمان                |
| ۳۵۶       | مهارت دوخت پوشاک سنتی در کهگیلویه و بویراحمد                                            | ۳۱/۰۳/۱۳۹۷  | کهگیلویه و بویراحمد  |
| ۳۵۷       | دوخت پوشاک سنتی در گیلان                                                                | ۲۸/۰۸/ ۱۳۹۰ | گیلان                |
| ۳۵۸       | دوخت پوشاک سنتی در لرستان                                                               | ۲۸/۰۸/ ۱۳۹۰ | لرستان               |
| ۳۵۹       | دوخت پوشاک سنتی در مازندران                                                             | ۲۸/۰۸/ ۱۳۹۰ | مازندران             |
| ۳۶۰       | دوخت پوشاک سنتی در مرکزی                                                                | ۲۸/۰۸/ ۱۳۹۰ | مرکزی                |
| ۳۶۱       | دوخت پوشاک سنتی در همدان                                                                | ۲۸/۰۸/ ۱۳۹۰ | همدان                |
| ۳۶۲       | دوخت پوشاک سنتی در یزد                                                                  | ۲۸/۰۸/ ۱۳۹۰ | یزد                  |
| ۳۶۳       | موسیقی سنتی در آذربایجان غربی                                                           | ۲۸/۰۸/۱۳۹۰  | آذربایجان غربی       |
| ۳۶۴       | موسیقی سنتی در اردبیل                                                                   | ۲۸/۰۸/ ۱۳۹۰ | اردبیل               |
| ۳۶۵       | موسیقی سنتی در اصفهان                                                                   | ۲۸/۰۸/۱۳۹۰  | اصفهان               |
| ۳۶۶       | موسیقی سنتی در البرز                                                                    | ۲۸/۰۸/۱۳۹۰  | البرز                |
| ۳۶۷       | موسیقی سنتی در بوشهر                                                                    | ۲۸/۰۸/۱۳۹۰  | بوشهر                |
| ۳۶۸       | موسیقی سنتی در چهارمحال و بختیاری                                                       | ۲۸/۰۸/ ۱۳۹۰ | چهارمحال و بختیاری   |
| ۳۶۹       | موسیقی سنتی در خراسان جنوبی                                                             | ۲۸/۰۸/ ۱۳۹۰ | خراسان جنوبی         |
| ۳۷۰       | موسیقی سنتی در خراسان رضوی                                                              | ۲۸/۰۸/ ۱۳۹۰ | خراسان رضوی          |
| ۳۷۱       | موسیقی سنتی در سمنان                                                                    | ۲۸/۰۸/ ۱۳۹۰ | سمنان                |
| ۳۷۲       | موسیقی سنتی در سیستان و بلوچستان                                                        | ۲۸/۰۸/ ۱۳۹۰ | سیستان و بلوچستان    |
| ۳۷۳       | موسیقی سنتی در فارس                                                                     | ۲۸/۰۸/ ۱۳۹۰ | فارس                 |
| ۳۷۴       | موسیقی سنتی در قزوین                                                                    | ۲۸/۰۸/ ۱۳۹۰ | قزوین                |
| ۳۷۵       | موسیقی سنتی در کردستان                                                                  | ۲۸/۰۸/ ۱۳۹۰ | کردستان              |
| ۳۷۶       | موسیقی سنتی در کرمان                                                                    | ۲۸/۰۸/ ۱۳۹۰ | کرمان                |
| ۳۷۷       | موسیقی سنتی در کرمانشاه                                                                 | ۲۸/۰۸/ ۱۳۹۰ | کرمانشاه             |
| ۳۷۸       | موسیقی سنتی در کهگیلویه و بویراحمد                                                      | ۲۸/۰۸/ ۱۳۹۰ | کهگیلویه و بویراحمد  |
| ۳۷۹       | موسیقی سنتی در گیلان                                                                    | ۲۸/۰۸/ ۱۳۹۰ | گیلان                |
| ۳۸۰       | موسیقی سنتی در هرمزگان                                                                  | ۲۸/۰۸/ ۱۳۹۰ | هرمزگان              |
| ۳۸۱       | موسیقی سنتی در همدان                                                                    | ۲۸/۰۸/ ۱۳۹۰ | همدان                |
| ۳۸۲       | موسیقی سنتی در یزد                                                                      | ۲۸/۰۸/ ۱۳۹۰ | یزد                  |
| ۳۸۳       | حصیر بافی سنتی در عشق آباد                                                              | ۵/۱۰/۱۳۹۰   | آذربایجان غربی       |
| ۳۸۴       | گاهشماری و تقویم‌های محلی آذربایجان غربی                                                 | ۵/۱۰/۱۳۹۰   | آذربایجان غربی       |
| ۳۸۵       | مراسم آغاز برداشت محصول در روستای سقای                                                  | ۵/۱۰/۱۳۹۰   | آذربایجان شرقی       |
| ۳۸۶       | هنر سفال‌گری کوزه کنان                                                                   | ۵/۱۰/۱۳۹۰   | آذربایجان شرقی       |
| ۳۸۷       | مراسم چوپانی در اولین روز پاییز                                                         | ۵/۱۰/۱۳۹۰   | آذربایجان شرقی       |
| ۳۸۸       | ممقان دوزی                                                                              | ۵/۱۰/۱۳۹۰   | آذربایجان شرقی       |
| ۳۸۹       | مراسم علم‌بندی مراغه                                                                     | ۵/۱۰/۱۳۹۰   | آذربایجان شرقی       |
| ۳۹۰       | میراث معنوی رغایب                                                                       | ۵/۱۰/۱۳۹۰   | اردبیل               |
| ۳۹۱       | آیین چراغ‌بران در شهرکرد                                                                 | ۵/۱۰/۱۳۹۰   | چهارمحال و بختیاری   |
| ۳۹۲       | لالایی و مادرانه‌ها در فرهنگ بختیاری                                                     | ۵/۱۰/۱۳۹۰   | چهارمحال و بختیاری   |
| ۳۹۳       | آیین نقاره‌زنی.                                                                          | ۵/۱۰/۱۳۹۰   | خراسان رضوی          |
| ۳۹۴       | نظام‌های مدیریت سنتی تقسیم آب قنات‌های کاخک .                                             | ۵/۱۰/۱۳۹۰   | خراسان رضوی          |
| ۳۹۵       | مراسم قهوه‌خوری                                                                          | ۵/۱۰/۱۳۹۰   | خوزستان              |
| ۳۹۶       | مهارت مضیف                                                                              | ۵/۱۰/۱۳۹۰   | خوزستان              |
| ۳۹۷       | عبابافی                                                                                 | ۵/۱۰/۱۳۹۰   | خوزستان              |
| ۳۹۸       | لاک تراشی منطقه کال پوش                                                                 | ۵/۱۰/۱۳۹۰   | سمنان                |
| ۳۹۹       | دست بافتهای سنتی امیریه                                                                 | ۵/۱۰/۱۳۹۰   | سمنان                |
| ۴۰۰       | نظام آبیاری سنتی در شهر سمنان                                                           | ۵/۱۰/۱۳۹۰   | سمنان                |
| ۴۰۱       | آیین معنوی چلچلا در شهر مجن                                                             | ۵/۱۰/۱۳۹۰   | سمنان                |
| ۴۰۲       | فنون بافت سیاه چادر (بهبون)                                                             | ۵/۱۰/۱۳۹۰   | کهگیلویه و بویراحمد  |
| ۴۰۳       | شیرواره                                                                                 | ۵/۱۰/۱۳۹۰   | کهگیلویه و بویراحمد  |
| ۴۰۴       | کتل (کتل گردانی)                                                                        | ۵/۱۰/۱۳۹۰   | کهگیلویه و بویراحمد  |
| ۴۰۵       | گرنا دوال                                                                               | ۶/۱۰/۱۳۹۰   | کهگیلویه و بویراحمد  |
| ۴۰۶       | طرز تهیهٔ نون تیری                                                                       | ۶/۱۰/۱۳۹۰   | کهگیلویه و بویراحمد  |
| ۴۰۷       | گچمه                                                                                    | ۶/۱۰/۱۳۹۰   | کهگیلویه و بویراحمد  |
| ۴۰۸       | فنون مشک دوزی                                                                           | ۶/۱۰/۱۳۹۰   | کهگیلویه و بویراحمد  |
| ۴۰۹       | طب سنتی یا خروسک                                                                        | ۶/۱۰/۱۳۹۰   | کهگیلویه و بویراحمد  |
| ۴۱۰       | دندان رو                                                                                | ۶/۱۰/۱۳۹۰   | کهگیلویه و بویراحمد  |
| ۴۱۱       | ختنه سوران                                                                              | ۶/۱۰/۱۳۹۰   | کهگیلویه و بویراحمد  |
| ۴۱۲       | کل کله برد                                                                              | ۶/۱۰/۱۳۹۰   | کهگیلویه و بویراحمد  |
| ۴۱۳       | آیین نوروز گیلانی                                                                       | ۶/۱۰/۱۳۹۰   | گیلان                |
| ۴۱۴       | کشتی گیله مردی                                                                          | ۶/۱۰/۱۳۹۰   | گیلان                |
| ۴۱۵       | محرم در باورها و آیین‌های مردم                                                           | ۶/۱۰/۱۳۹۰   | گیلان                |
| ۴۱۶       | تعزیه در ضیابر                                                                          | ۶/۱۰/۱۳۹۰   | گیلان                |
| ۴۱۷       | مهارت سنتی حصیر بافی                                                                    | ۶/۱۰/۱۳۹۰   | گیلان                |
| ۴۱۸       | مهارت سنتی خراطی                                                                        | ۶/۱۰/۱۳۹۰   | گیلان                |
| ۴۱۹       | کشتی سنتی لوچو                                                                          | ۶/۱۰/۱۳۹۰   | مازندران             |
| ۴۲۰       | سفالگری در مازندران                                                                     | ۶/۱۰/۱۳۹۰   | مازندران             |
| ۴۲۱       | نمد مالی                                                                                | ۶/۱۰/۱۳۹۰   | مازندران             |
| ۴۲۲       | نخل‌گردانی در روستای نوا                                                                 | ۶/۱۰/۱۳۹۰   | مازندران             |
| ۴۲۳       | مراسم سنگ زنی (جعجغه زنی)                                                               | ۶/۱۰/۱۳۹۰   | یزد                  |
| ۴۲۴       | رشته احرام بافی                                                                         | ۶/۱۰/۱۳۹۰   | یزد                  |
| ۴۲۵       | آیین قنبرخوانی                                                                          | ۶/۱۰/۱۳۹۰   | خراسان شمالی         |
| ۴۲۶       | تعزیه بنی اسد (بیل گردانی)                                                              | ۶/۱۰/۱۳۹۰   | خراسان شمالی         |
| ۴۲۷       | آیین صلاة                                                                               | ۶/۱۰/۱۳۹۰   | خراسان شمالی         |
| ۴۲۸       | علم‌کشون خورموج.                                                                         | ۶/۱۰/۱۳۹۰   | بوشهر                |
| ۴۲۹       | علم‌گردان درودگاه.                                                                       | ۶/۱۰/۱۳۹۰   | بوشهر                |
| ۴۳۰       | -نون پوشی                                                                               | ۶/۱۰/۱۳۹۰   | بوشهر                |
| ۴۳۱       | توغ بندان گرگان                                                                         | ۷/۱۰/۱۳۹۰   | گلستان               |
| ۴۳۲       | آیین و مراسم عید قربان در نیاسر                                                         | ۷/۱۰/۱۳۹۰   | اصفهان               |
| ۴۳۳       | مراسم تعزیه در نجف آباد                                                                 | ۷/۱۰/۱۳۹۰   | اصفهان               |
| ۴۳۴       | مراسم تعزیه در خمینی شهر                                                                | ۷/۱۰/۱۳۹۰   | اصفهان               |
| ۴۳۵       | بازی پلان                                                                               | ۷/۱۰/۱۳۹۰   | ایلام                |
| ۴۳۶       | آیین سنتی ازدواج                                                                        | ۷/۱۰/۱۳۹۰   | ایلام                |
| ۴۳۷       | کلاش بافی                                                                               | ۷/۱۰/۱۳۹۰   | کردستان              |
| ۴۳۸       | بازیهای بومی محلی اورامان                                                               | ۷/۱۰/۱۳۹۰   | کردستان              |
| ۴۳۹       | قالی تک پود سنندج                                                                       | ۷/۱۰/۱۳۹۰   | کردستان              |
| ۴۴۰       | آیین عزاداری گلگیران عاشورای بیجار                                                      | ۷/۱۰/۱۳۹۰   | کردستان              |
| ۴۴۱       | مینای خانه بندی                                                                         | ۷/۱۰/۱۳۹۰   | تهران                |
| ۴۴۲       | قطاعی                                                                                   | ۷/۱۰/۱۳۹۰   | تهران                |
| ۴۴۳       | بافت نوشته                                                                              | ۷/۱۰/۱۳۹۰   | تهران                |
| ۴۴۴       | حوله بافی                                                                               | ۷/۱۰/۱۳۹۰   | تهران                |
| ۴۴۵       | مراسم عاشورای قدیم در مهران                                                             | ۷/۱۰/۱۳۹۰   | البرز                |
| ۴۴۶       | عزیز و نگار خوانی                                                                       | ۷/۱۰/۱۳۹۰   | البرز                |
| ۴۴۷       | چهل تکه دوزی قزوین                                                                      | ۷/۱۰/۱۳۹۰   | قزوین                |
| ۴۴۸       | صحافی قزوین                                                                             | ۷/۱۰/۱۳۹۰   | قزوین                |
| ۴۴۹       | طبق سازی                                                                                | ۷/۱۰/۱۳۹۰   | قزوین                |
| ۴۵۰       | مقرنس قزوین                                                                             | ۷/۱۰/۱۳۹۰   | قزوین                |
| ۴۵۱       | مسگری قزوین                                                                             | ۷/۱۰/۱۳۹۰   | قزوین                |
| ۴۵۲       | آهنگری قزوین                                                                            | ۷/۱۰/۱۳۹۰   | قزوین                |
| ۴۵۳       | نقاشی پشت شیشه                                                                          | ۸/۱۰/۱۳۹۰   | قزوین                |
| ۴۵۴       | گیوه بافی قزوین                                                                         | ۸/۱۰/۱۳۹۰   | قزوین                |
| ۴۵۵       | مراسم عمه کوارخرمبید                                                                    | ۸/۱۰/۱۳۹۰   | فارس                 |
| ۴۵۶       | مراسم تعزیه خرمبید                                                                      | ۸/۱۰/۱۳۹۰   | فارس                 |
| ۴۵۷       | بوریا بافی زرقان                                                                        | ۸/۱۰/۱۳۹۰   | فارس                 |
| ۴۵۸       | فنون ساخت سفال و سرامیک استهبان                                                         | ۸/۱۰/۱۳۹۰   | فارس                 |
| ۴۵۹       | موج بافی و مهارتهای وابسته                                                              | ۸/۱۰/۱۳۹۰   | کرمانشاه             |
| ۴۶۰       | تنبورنوازی کرمانشاه                                                                     | ۸/۱۰/۱۳۹۰   | کرمانشاه             |
| ۴۶۱       | شیره پزی انگور مانیزان                                                                  | ۸/۱۰/۱۳۹۰   | همدان                |
| ۴۶۲       | ادبیات شفاهی (لالایی)                                                                   | ۸/۱۰/۱۳۹۰   | همدان                |
| ۴۶۳       | خراطی سنتی                                                                              | ۸/۱۰/۱۳۹۰   | قم                   |
| ۴۶۴       | شمشیر وخنجرسازی                                                                         | ۸/۱۰/۱۳۹۰   | قم                   |
| ۴۶۵       | رنگرزی سنتی                                                                             | ۸/۱۰/۱۳۹۰   | قم                   |
| ۴۶۶       | مناسک حج ابراهیمی                                                                       | ۱۱/۱۰/۱۹۹۱  | ملی                  |
| ۴۶۷       | فن و مهارت مسکری در زنجان                                                               | ۹۱          | زنجان                |
| ۴۶۸       | فن ومهارت فرش افشار زنجان                                                               |             | زنجان                |
| ۴۶۹       | ایین‌های مرتبط با ازدواج                                                                 |             | سمنان                |
| ۴۷۰       | مهارت پخت نان                                                                           |             | سمنان                |
| ۴۷۱       | مهارت دوخت پوشاک سنتی                                                                   |             | سمنان                |
| ۴۷۲       | حلیم پزان ساری                                                                          |             | مازندران             |
| ۴۷۳       | حصیر بافی جلگه مازندران                                                                 |             | مازندران             |
| ۴۷۴       | پوشاک سنتی جلگه مازندران                                                                |             | مازندران             |
| ۴۷۵       | دهه امامت و غدیر                                                                        | ۲۲/۷/۱۳۹۱   | مازندران             |
| ۴۷۶       | آئین‌های محرم در بازار تبریز                                                             | ۲۰/۶/۹۱     | آذربایجان شرقی       |
| ۴۷۷       | مهارت بافت تابلو فرش سردرود                                                             | ۲۰/۶/۹۱     | آذربایجان شرقی       |
| ۴۷۸       | فن آوری تولید عرق بیدمشک                                                                | ۲۰/۶/۹۱     | آذربایجان غربی       |
| ۴۷۹       | جاجیم بافی اردبیل                                                                       | ۲۰/۶/۹۱     | اردبیل               |
| ۴۸۰       | حلوا سیاه                                                                               | ۲۰/۶/۹۱     | اردبیل               |
| ۴۸۱       | چاروق دوزی                                                                              | ۲۰/۶/۹۱     | اردبیل               |
| ۴۸۲       | خراطی سنتی                                                                              | ۲۰/۶/۹۱     | اصفهان               |
| ۴۸۳       | مهارت ساخت سفال نطنز                                                                    | ۲۰/۶/۹۱     | اصفهان               |
| ۴۸۴       | گره چینی چوب                                                                            | ۲۰/۶/۹۱     | اصفهان               |
| ۴۸۵       | قفل سازی نجف آباد                                                                       | ۲۰/۶/۹۱     | اصفهان               |
| ۴۸۶       | عبابافی                                                                                 | ۲۰/۶/۹۱     | اصفهان               |
| ۴۸۷       | مینای نقاشی اصفهان                                                                      | ۲۰/۶/۹۱     | اصفهان               |
| ۴۸۸       | علم‌سازی سنتی                                                                            | ۲۰/۶/۹۱     | البرز                |
| ۴۸۹       | آئین روایی نوروزخوانی                                                                   | ۲۰/۶/۹۱     | البرز                |
| ۴۹۰       | مراسم پنجه پیتک طالاقان                                                                 | ۲۰/۶/۹۱     | البرز                |
| ۴۹۱       | مراسم تیرماه سیزه در طالاقان                                                            | ۲۰/۶/۹۱     | البرز                |
| ۴۹۲       | مراسم درجی سران طالاقان (شب چله در طالاقان)                                             | ۲۰/۶/۹۱     | البرز                |
| ۴۹۳       | شیوهٔ سنتی ساخت تنبور یک‌تکه                                                              | ۲۰/۶/۹۱     | البرز                |
| ۴۹۴       | قفل‌سازی سنتی رمزی ساوجبلاغ                                                              | ۲۰/۶/۹۱     | البرز                |
| ۴۹۵       | قفل سازی سنتی رمزی طالاقان                                                              | ۲۰/۶/۹۱     | البرز                |
| ۴۹۶       | نلپه رگه                                                                                | ۲۰/۶/۹۱     | ایلام                |
| ۴۹۷       | گه له درو (همیاری)                                                                      | ۲۰/۶/۹۱     | ایلام                |
| ۴۹۸       | نمدمالی                                                                                 | ۲۰/۶/۹۱     | ایلام                |
| ۴۹۹       | مهارت علامت‌سازی                                                                         | ۲۰/۶/۹۱     | تهران                |
| ۵۰۰       | تکنیک تراش روی شیشه                                                                     | ۲۰/۶/۹۱     | تهران                |
| ۵۰۱       | نقاشی روی چرم                                                                           | ۲۰/۶/۹۱     | تهران                |
| ۵۰۲       | ادبیات شفاهی                                                                            | ۲۰/۶/۹۱     | چهار محال و بختیاری  |
| ۵۰۳       | ترانه‌های شکار کبک در فرهنگ بختیاریها                                                    | ۲۰/۶/۹۱     | چهار محال و بختیاری  |
| ۵۰۴       | چوب بازی در فرهنگ بختیاری                                                               | ۲۰/۶/۹۱     | چهار محال و بختیاری  |
| ۵۰۵       | ادبیات شفاهی                                                                            | ۲۰/۶/۹۱     | چهار محال و بختیاری  |
| ۵۰۶       | فنون نان پزی در فرهنگ بختیاری                                                           | ۲۰/۶/۹۱     | چهار محال و بختیاری  |
| ۵۰۷       | هفت منبر                                                                                | ۲۰/۶/۹۱     | خراسان جنوبی         |
| ۵۰۸       | بیل زنی                                                                                 | ۲۰/۶/۹۱     | خراسان جنوبی         |
| ۵۰۹       | مراسم نخل‌گردانی                                                                         | ۲۰/۶/۹۱     | خراسان جنوبی         |
| ۵۱۰       | فن و هنر فیروزه‌تراشی سنتی                                                               | ۲۰/۶/۹۱     | خراسان جنوبی         |
| ۵۱۱       | فن و هنر انگشترسازی مشهد                                                                | ۲۰/۶/۹۱     | خراسان جنوبی         |
| ۵۱۲       | سفال مند گناباد                                                                         | ۲۰/۶/۹۱     | خراسان جنوبی         |
| ۵۱۳       | سفره کردی                                                                               | ۲۰/۶/۹۱     | خراسان شمالی         |
| ۵۱۴       | فنون تولید آبنبات قیچی                                                                  | ۲۰/۶/۹۱     | خراسان شمالی         |
| ۵۱۵       | ابریشم بافی                                                                             | ۲۰/۶/۹۱     | خراسان شمالی         |
| ۵۱۶       | آئین طلب باران یا برد باران                                                             | ۲۰/۶/۹۱     | خوزستان              |
| ۵۱۷       | مینای صبی (مینای طلا و نقره)                                                            | ۲۰/۶/۹۱     | خوزستان              |
| ۵۱۸       | بوریا بافی                                                                              | ۲۰/۶/۹۱     | خوزستان              |
| ۵۱۹       | تاس کپل                                                                                 | ۲۰/۶/۹۱     | سیستان و بلوچستان    |
| ۵۲۰       | شال بافی در زابل                                                                        | ۲۰/۶/۹۱     | سیستان و بلوچستان    |
| ۵۲۱       | دولچه دوزی                                                                              | ۲۰/۶/۹۱     | فارس                 |
| ۵۲۲       | رفوگری فرش                                                                              | ۲۰/۶/۹۱     | فارس                 |
| ۵۲۳       | مهارت برپایی سیاه‌چادر عشایر قشقایی                                                      | ۲۰/۶/۹۱     | فارس                 |
| ۵۲۴       | فنآوری سنتی تهیهٔ رب ارسنجان                                                             | ۲۰/۶/۹۱     | فارس                 |
| ۵۲۵       | جاجیم بافی                                                                              | ۲۰/۶/۹۱     | قزوین                |
| ۵۲۶       | مشبک سنگ                                                                                | ۲۰/۶/۹۱     | قزوین                |
| ۵۲۷       | پاپیه ماشه                                                                              | ۲۰/۶/۹۱     | قزوین                |
| ۵۲۸       | حکاکی روی سنگ                                                                           | ۲۰/۶/۹۱     | قزوین                |
| ۵۲۹       | نم نم دوزی قزوین                                                                        | ۲۰/۶/۹۱     | قزوین                |
| ۵۳۰       | قالی قزوین                                                                              | ۲۰/۶/۹۱     | قزوین                |
| ۵۳۱       | جلد لاکی قزوین                                                                          | ۲۰/۶/۹۱     | قزوین                |
| ۵۳۲       | گچ بری سنتی قزوین                                                                       | ۲۰/۶/۹۱     | قزوین                |
| ۵۳۳       | آئین نظری مقبره آیت الله ولدآبادی                                                       | ۲۰/۶/۹۱     | قزوین                |
| ۵۳۴       | بازی بیرف بیریف الموت                                                                   | ۲۰/۶/۹۱     | قزوین                |
| ۵۳۵       | رقص هالایی                                                                              | ۲۰/۶/۹۱     | قزوین                |
| ۵۳۶       | آداب زیارت حضرت فاطمه معصومه (ع)                                                        | ۲۰/۶/۹۱     | قم                   |
| ۵۳۷       | فرایند هنر گره چینی                                                                     | ۲۰/۶/۹۱     | قم                   |
| ۵۳۸       | مهارت سنگ‌تراشی                                                                          | ۲۰/۶/۹۱     | قم                   |
| ۵۳۹       | گلیم سنه                                                                                | ۲۰/۶/۹۱     | کردستان              |
| ۵۴۰       | خراطی سنتی                                                                              | ۲۰/۶/۹۱     | کردستان              |
| ۵۴۱       | شال بافی                                                                                | ۲۰/۶/۹۱     | کردستان              |
| ۵۴۲       | نازک کاری                                                                               | ۲۰/۶/۹۱     | کردستان              |
| ۵۴۳       | موج بافی                                                                                | ۲۰/۶/۹۱     | کردستان              |
| ۵۴۴       | مراسم جوش زنی شمال کرمان                                                                | ۲۰/۶/۹۱     | کرمان                |
| ۵۴۵       | گیوه بافی اورانی                                                                        | ۲۰/۶/۹۱     | کرمانشاه             |
| ۵۴۶       | رنگرزی                                                                                  | ۲۰/۶/۹۱     | کهگیلویه و بویر احمد |
| ۵۴۷       | جاجیم بافی                                                                              | ۲۰/۶/۹۱     | کهگیلویه و بویر احمد |
| ۵۴۸       | ابریشم بافی                                                                             | ۲۰/۶/۹۱     | گلستان               |
| ۵۴۹       | ساخت زیورآلات ترکمن                                                                     | ۲۰/۶/۹۱     | گلستان               |
| ۵۵۰       | چهل منبر                                                                                | ۲۰/۶/۹۱     | گلستان               |
| ۵۵۱       | مهارت بامبوبافی                                                                         | ۲۰/۶/۹۱     | گیلان                |
| ۵۵۲       | میناری ملیله رشت                                                                        | ۲۰/۶/۹۱     | گیلان                |
| ۵۵۳       | دوک گردانی                                                                              | ۲۰/۶/۹۱     | گیلان                |
| ۵۵۴       | لافندبازی                                                                               | ۲۰/۶/۹۱     | گیلان                |
| ۵۵۵       | مراسم آقادار                                                                            | ۲۰/۶/۹۱     | گیلان                |
| ۵۵۶       | عروس بران                                                                               | ۲۰/۶/۹۱     | گیلان                |
| ۵۵۷       | آئین شکرگذاری گیله مردی                                                                 | ۲۰/۶/۹۱     | گیلان                |
| ۵۵۸       | گاره سری                                                                                | ۲۰/۶/۹۱     | گیلان                |
| ۵۵۹       | مراسم ازدواج لری در لرستان یا داوت                                                      | ۲۰/۶/۹۱     | لرستان               |
| ۵۶۰       | تیراندازی روی اسب                                                                       | ۲۰/۶/۹۱     | لرستان               |
| ۵۶۱       | کوسه گلین                                                                               | ۲۰/۶/۹۱     | همدان                |
| ۵۶۲       | مهارت در موتابی                                                                         | ۲۰/۶/۹۱     | همدان                |
| ۵۶۳       | مهارت در حلبی سازی                                                                      | ۲۰/۶/۹۱     | همدان                |
| ۵۶۴       | ارسی سازی                                                                               | ۲۰/۶/۹۱     | ملی                  |
| ۵۶۵       | مراسم کرپ زنی در مازندران                                                               | ۲۰/۶/۹۱     | مازندران             |
| ۵۶۶       | علم‌گردشی هزارجریب نکا                                                                   | ۲۰/۶/۹۱     | مازندران             |
| ۵۶۷       | تکیه دوستن در مازندران                                                                  | ۲۰/۶/۹۱     | مازندران             |
| ۵۶۸       | آئین مشال پلیته گرجی محله بهشهر                                                         | ۲۰/۶/۹۱     | مازندران             |
| ۵۶۹       | کرنازنی رامسر                                                                           | ۲۰/۶/۹۱     | مازندران             |
| ۵۷۰       | مراسم منبرکشی ساری                                                                      | ۲۰/۶/۹۱     | مازندران             |
| ۵۷۱       | مراسم آقاسلام (باغ دشت) قائمشهر                                                         | ۲۰/۶/۹۱     | مازندران             |
| ۵۷۲       | مراسم حجله ورون مازندران                                                                | ۲۰/۶/۹۱     | مازندران             |
| ۵۷۳       | مراسم صبح تروره ماهفروز محله ساری (صبح صادق)                                            | ۲۰/۶/۹۱     | مازندران             |
| ۵۷۴       | مراسم شویلاشت چهاردانگه                                                                 | ۲۰/۶/۹۱     | مازندران             |
| ۵۷۵       | مراسم پیرتکیه ولیکدان امیرکلا                                                           | ۲۰/۶/۹۱     | مازندران             |
| ۵۷۶       | مراسم فرمازنون سورک (طعام دهی)                                                          | ۲۰/۶/۹۱     | مازندران             |
| ۵۷۷       | گهره بندی روستای دیوای بالا (گهواره بندی)                                               | ۲۰/۶/۹۱     | مازندران             |
| ۵۷۸       | مراسم آئینی شیرگاه                                                                      | ۲۰/۶/۹۱     | مازندران             |
| ۵۷۹       | غریبه شو (راجوب رامسر) (شام غیبان)                                                      | ۲۰/۶/۹۱     | مازندران             |
| ۵۸۰       | مراسم تلاوک دودانگه ساری                                                                | ۲۰/۶/۹۱     | مازندران             |
| ۵۸۱       | مراسم قوم بنی اسد مازندران                                                              | ۲۰/۶/۹۱     | مازندران             |
| ۵۸۲       | مراسم توشه شیر دوشمبه مارمار                                                            | ۲۰/۶/۹۱     | مازندران             |
| ۵۸۳       | مراسم یزید سربه سنگه                                                                    | ۲۰/۶/۹۱     |                      |
| ۵۸۴       | مراسم حسین حسین گردانی خمین                                                             | ۲۰/۶/۹۱     | مازندران             |
| ۵۸۵       | هنر شبیه خوانی بخشایش                                                                   |             | آذربایجان شرقی       |
| ۵۸۶       | مراسم الله الله در مراغه                                                                |             | آذربایجان شرقی       |
| ۵۸۷       | مراسم شاخسی واخسی (شاه حسین واحسین) در تبریز                                            |             | آذربایجان شرقی       |
| ۵۸۸       | مراسم شمع پایلاما (شمع گذاری)                                                           |             | آذربایجان شرقی       |
| ۵۸۹       | مراسم تاختا چالانلار (چوب زنی) در روستای فیروز سالار آذرشهر                             |             | آذربایجان شرقی       |
| ۵۹۰       | مراسم پولکه عجب شیر                                                                     |             | آذربایجان شرقی       |
| ۵۹۱       | علم‌گردانی در روستای سیه سران جلفا                                                       |             | آذربایجان شرقی       |
| ۵۹۲       | مراسم خاکسپاری شهدای کربلا در خلخال                                                     |             | اردبیل               |
| ۵۹۳       | آئین شمع‌گذاری در اردبیل (آئین شمع پایلاماخ در اردبیل)                                   |             | اردبیل               |
| ۵۹۴       | مراسم مذهبی شاخسی واخسی در نیر                                                          |             | اردبیل               |
| ۵۹۵       | مراسم عزاداری مسلم بن عقیل آغاز ماه محرم در اردبیل                                      |             | اردبیل               |
| ۵۹۶       | عزاداری ایل شاهسون در ماه محرم                                                          |             | اردبیل               |
| ۵۹۷       | عزاداری عاشورایی در بازار اردبیل                                                        |             | اردبیل               |
| ۵۹۸       | مراسم خیل عرب نوش آباد                                                                  |             | اصفهان               |
| ۵۹۹       | مراسم زار خاک قورتان                                                                    |             | اصفهان               |
| ۶۰۰       | هنر اجرایی تعزیه نطنز                                                                   |             | اصفهان               |
| ۶۰۱       | هنر اجرایی تعزیه خوانسار                                                                |             | اصفهان               |
| ۶۰۲       | آئین جقجقه زنی ابیانه                                                                   |             | اصفهان               |
| ۶۰۳       | آئین نخل‌گردانی ابیانه                                                                   |             | اصفهان               |
| ۶۰۴       | مراسم آماده‌سازی حسینیه اعظم برغان                                                       |             | البرز                |
| ۶۰۵       | مراسم پخت آش حلیم بیست و هشت صفر                                                        |             | البرز                |
| ۶۰۶       | مراسم نذر ریشه در برغان                                                                 |             | البرز                |
| ۶۰۷       | مراسم اسب و کتل                                                                         |             | ایلام                |
| ۶۰۸       | مراسم چایینه                                                                            |             | ایلام                |
| ۶۰۹       | تاسوعای تکیه سید                                                                        |             | ایلام                |
| ۶۱۰       | مراسم مخ تک (گهواره علی اصغر)                                                           |             | بوشهر                |
| ۶۱۱       | مراسم شب یازدهم در روستای هلیله بوشهر                                                   |             | بوشهر                |
| ۶۱۲       | مراسم آئینی و مذهبی سنج و دمام بوشهر                                                    |             | بوشهر                |
| ۶۱۳       | مراسم شهید کردن علم                                                                     |             | بوشهر                |
| ۶۱۴       | "جومه کردن" پیرعلم محله درویش شهرستان دماوند                                            |             | تهران                |
| ۶۱۵       | مراسم عزاداری تکیه سادات اخوی                                                           |             | تهران                |
| ۶۱۶       | هنر اجرایی تعزیه بنی اسد شهرستان پیشوا                                                  |             | تهران                |
| ۶۱۷       | هنر اجرایی تعزیه خوانی در تکیه تجریش                                                    |             | تهران                |
| ۶۱۸       | هنر اجرایی تعزیه خوانی در تکیه نیاوران                                                  |             | تهران                |
| ۶۱۹       | مراسم علم‌بندی روستای کلین شهر ری                                                        |             | تهران                |
| ۶۲۰       | کاروان اسراء شهرستان ورامین                                                             |             | تهران                |
| ۶۲۱       | مراسم حمل علم روز هفتم سربندان شهرستان دماوند                                           |             | تهران                |
| ۶۲۲       | آئین چاق چاقو در سامان                                                                  |             | چهار محال و بختیاری  |
| ۶۲۳       | گل زنی در شهر بن                                                                        |             | چهار محال و بختیاری  |
| ۶۲۴       | مراسم آقا سلام در بن                                                                    |             | چهار محال و بختیاری  |
| ۶۲۵       | هنر اجرایی تعزیه حضرت قاسم در طاقانک                                                    |             | چهار محال و بختیاری  |
| ۶۲۶       | سنگ زنی دُرخُش                                                                            |             | خراسان جنوبی         |
| ۶۲۷       | علم‌بندان دُرخُش                                                                           |             | خراسان جنوبی         |
| ۶۲۸       | مراسم علم‌گردانی                                                                         |             | خراسان جنوبی         |
| ۶۲۹       | مراسم مشعل‌گردانی                                                                        |             | خراسان جنوبی         |
| ۶۳۰       | آئین‌ها و مراسم ۲۸ صفر و عزاداری سالروز مرگ علی بن موسی الرضا در مشهد                    |             | خراسان رضوی          |
| ۶۳۱       | نذری محرم و صفر (شله مشهدی)                                                             |             | خراسان رضوی          |
| ۶۳۲       | هنر و اجرای پرده‌خوانی عاشورایی خلیل‌آباد                                                 |             | خراسان رضوی          |
| ۶۳۳       | آئین نخل‌بندی و نخل‌گردانی بجستان                                                         |             | خراسان رضوی          |
| ۶۳۴       | مراسم علم‌گردانی در روستای نیشابور                                                       |             | خراسان رضوی          |
| ۶۳۵       | مراسم علم‌گردانی شب عاشورا در نظام‌آباد بردسکن                                            |             | خراسان رضوی          |
| ۶۳۶       | آئین علم‌گردانی در جاجرم                                                                 |             | خراسان شمالی         |
| ۶۳۷       | هنر پرده‌خوانی روز عاشورا خراسان شمالی                                                   |             | خراسان شمالی         |
| ۶۳۸       | آئین شام غریبان در بجنورد                                                               |             | خراسان شمالی         |
| ۶۳۹       | هنر تعزیه‌خوانی در بجنورد                                                                |             | خراسان شمالی         |
| ۶۴۰       | مراسم آئینی مشعل گردانی بهبهان                                                          |             | خوزستان              |
| ۶۴۱       | سینه زنی سه سنگ بهبهان                                                                  |             | خوزستان              |
| ۶۴۲       | مراسم کولکی بهبهان                                                                      |             | خوزستان              |
| ۶۴۳       | مراسم دفن شهدای کربلا دوازده محرم در شوشتر                                              |             | خوزستان              |
| ۶۴۴       | نخل مقوم امام حسین شوشتر                                                                |             | خوزستان              |
| ۶۴۵       | مراسم عزاداری شهر زنجان و سوم حسین بن علی                                               |             | زنجان                |
| ۶۴۶       | مراسم رجزخوانی هیئت فیضیه زنجان در ماه محرم                                             |             | زنجان                |
| ۶۴۷       | مراسم‌های نخل‌گردانی تکیه جهادیه سمنان                                                    |             | سمنان                |
| ۶۴۸       | مراسم زانو زدن روستای لاسگرد (زنه بکوتنائون)                                            |             | سمنان                |
| ۶۴۹       | رسم شاطری در روستای جزن دامغان                                                          |             | سمنان                |
| ۶۵۰       | مراسم نخل‌گردانی مهدیشهر (سنگسر)                                                         |             | سمنان                |
| ۶۵۱       | مراسم چل چلا (چلچراغ) در مجن                                                            |             | سمنان                |
| ۶۵۲       | مراسم عاشورا در کهن آباد                                                                |             | سمنان                |
| ۶۵۳       | مراسم‌های روز یازدهم محرم در دامغان                                                      |             | سمنان                |
| ۶۵۴       | هنر اجرای تعزیه در سیستان (مراسم شوبی)                                                  |             | سیستان و بلوچستان    |
| ۶۵۵       | مراسم سینه زنی عاشورا در روستای دوان                                                    |             | فارس                 |
| ۶۵۶       | تعزیه در روستای صحرارود                                                                 |             | فارس                 |
| ۶۵۷       | مراسم خیمه‌ها، برافراشته زرقان                                                           |             | فارس                 |
| ۶۵۸       | مراسم سوگواریهای زنانه در حسینیه آقا سید جمال                                           |             | قزوین                |
| ۶۵۹       | مراسم سوم امام در شهر الوند                                                             |             | قزوین                |
| ۶۶۰       | مراسم شور گرفتن پای چنار خونبار زرآباد                                                  |             | قزوین                |
| ۶۶۱       | مراسم طشت گذاری در الوند                                                                |             | قزوین                |
| ۶۶۲       | آئین مافی در زیاران                                                                     |             | قزوین                |
| ۶۶۳       | آئین نخل‌گردانی روستای دولت‌آباد نیزار                                                    |             | قم                   |
| ۶۶۴       | هنر اجرای تعزیه روستای نویس                                                             |             | قم                   |
| ۶۶۵       | آئین نخل‌گردانی روستای قباد بزن                                                          |             | قم                   |
| ۶۶۶       | هنر اجرایی تعزیه شهر قم                                                                 |             | قم                   |
| ۶۶۷       | آئین سلام و تسلیت عزاداران حسینی به حضرت معصومه                                         |             | قم                   |
| ۶۶۸       | مراسم طشت گذاری در کردستان                                                              |             | کردستان              |
| ۶۶۹       | مراسم علم‌گردانی رابر                                                                    |             | کرمان                |
| ۶۷۰       | مراسم چهل منبرون                                                                        |             | کرمان                |
| ۶۷۱       | مراسم یا عباسی در کرمان                                                                 |             | کرمان                |
| ۶۷۲       | مراسم سنگ زنی روستای کهن                                                                |             | کرمان                |
| ۶۷۳       | مراسم عزاداری در تکیه معاون الملک                                                       |             | کرمانشاه             |
| ۶۷۴       | ترقوخانی لنده                                                                           |             | کهگیلویه و بویر احمد |
| ۶۷۵       | مراسم استقبال از محرم (بانگ محرم) روستای امامزاده علی سادات                             |             | کهگیلویه و بویر احمد |
| ۶۷۶       | مراسم نذری روستای دشت رز بویر احمد                                                      |             | کهگیلویه و بویر احمد |
| ۶۷۷       | دمّام زنی حسینیه حضرت قاسم گچساران                                                       |             | کهگیلویه و بویر احمد |
| ۶۷۸       | مویه خانی زنان سوق کهگیلویه                                                             |             | کهگیلویه و بویر احمد |
| ۶۷۹       | آئین شام غریبان سوق کهگیلویه                                                            |             | کهگیلویه و بویر احمد |
| ۶۸۰       | مراسم دسته چوبی در بافت قدیم گرگان                                                      |             | گلستان               |
| ۶۸۱       | مراسم نخل پا روستای بالا جاده                                                           |             | گلستان               |
| ۶۸۲       | مراسم کرب زنی در لاهیجان                                                                |             | گیلان                |
| ۶۸۳       | آئین یازدهم محرم در رودبنه                                                              |             | گیلان                |
| ۶۸۴       | مراسم تاسوعای آقا سید شرف شاه دارسرا (رضوانشهر)                                         |             | گیلان                |
| ۶۸۵       | مراسم تشت برکرده (تشت گذاری) اسالم                                                      |             | گیلان                |
| ۶۸۶       | مراسم چهل علم گیلان                                                                     |             | گیلان                |
| ۶۸۷       | مراسم هف کوگاه گیلان                                                                    |             | گیلان                |
| ۶۸۸       | نظام مدیریت سنتی مراسم عزاداری دهه اول محرم در ماسوله                                   |             | گیلان                |
| ۶۸۹       |                                                                                         |             |                      |
| ۶۹۰       | مراسم سقاخانه‌های خانگی در بروجرد                                                        |             | لرستان               |
| ۶۹۱       | مراسم نخل‌گردانی خمین                                                                    |             | مرکزی                |
| ۶۹۲       | مراسم نخل‌گردانی تفرش                                                                    |             | مرکزی                |
| ۶۹۳       | مراسم علم‌بران تفرش                                                                      |             | مرکزی                |
| ۶۹۴       | مراسم تعزیه گرکان                                                                       |             | مرکزی                |
| ۶۹۵       | نخل‌گردانی در نراق                                                                       |             | مرکزی                |
| ۶۹۶       | مراسم علم‌گردانی روستای هزاوه، اراک                                                      |             | مرکزی                |
| ۶۹۷       | مراسم عزاداری سوم امام در امامزاده یحیی همدان                                           |             | همدان                |
| ۶۹۸       | مراسم عزاداری عاشورایی محله جولان همدان                                                 |             | همدان                |
| ۶۹۹       | موسیقی مراسم محرم ابرکوه                                                                |             | یزد                  |
| ۷۰۰       | مراسم پیشواز محرم در ندوشن                                                              |             | یزد                  |
| ۷۰۱       | علم‌گردانی روستای طرزجان                                                                 |             | یزد                  |
| ۷۰۲       | مراسم نخل‌گردانی نوقاب گناباد                                                            |             | خراسان رضوی          |
| ۷۰۳       | مراسم شبیه گردانی و شبیه خوانی نوقاب                                                    |             | خراسان رضوی          |
| ۷۰۴       | مراسم نخل‌برداری و نخل‌گردانی روستای رهن گناباد                                           |             | خراسان رضوی          |
| ۷۰۵       | مراسم روز ششم امام (روستی برزک کاشان)                                                   |             | اصفهان               |
| ۷۰۶       | نخل‌گردانی درخش خراسان جنوبی                                                             |             | خراسان جنوبی         |
| ۷۰۷       | موسیقی ۲۴ مقوم دزفول                                                                    |             | خوزستان              |
| ۷۰۸       | اذان و مناجات‌خوانی در موسیقی دزفولی                                                     |             | خوزستان              |
| ۷۰۹       | تعزیه و شبیه‌خوانی (اولیاخوانی) دزفول                                                    |             | خوزستان              |
| ۷۱۰       | نوحه‌های پامنبری در موسیقی دزفول                                                         |             | خوزستان              |
| ۷۱۱       | مرثیه خوانی در موسیقی دزفول                                                             |             | خوزستان              |
| ۷۱۲       | آوازهای صوفیانه (مثنوی خوانی) در موسیقی دزفول                                           |             | خوزستان              |
| ۷۱۳       | ساز و آواز ضربی خوانی رباعی خوانی در موسیقی دزفول                                       |             | خوزستان              |
| ۷۱۴       | دشتی خوانی یا آوازهای محلی ردیف گونه در موسیقی دزفول                                    |             | خوزستان              |
| ۷۱۵       | آوازهای حماسی (محلی) در موسیقی دزفول                                                    |             | خوزستان              |
| ۷۱۶       | زجه موره‌ها یا آوازهای سوگواری عزیزان در موسیقی دزفول                                    |             | خوزستان              |
| ۷۱۷       | شادیانه‌ها یا ترانه‌های بزمی و عروسی و ختنه سوران در موسیقی دزفول                         |             | خوزستان              |
| ۷۱۸       | شادیانه‌های مذهبی یا مولودی خوانی با گویش محلی در موسیقی دزفول                           |             | خوزستان              |
| ۷۱۹       | انواع رقص‌ها و رنگ‌های محلی در موسیقی دزفول                                               |             | خوزستان              |
| ۷۲۰       | بازی کودکان در موسیقی دزفول                                                             |             | خوزستان              |
| ۷۲۱       | آئین‌های سلام حضرت رضا                                                                   |             | خراسان رضوی          |
| ۷۲۲       | آئین عزاداری یازدهم محرم زینبیه اعظم زنجان                                              |             | زنجان                |
| ۷۲۳       | آئین درختکاری                                                                           | ۲/۱۱/۱۹۹۱   | ملی                  |
| ۷۲۴       | سیزده به در                                                                             |             | ملی                  |
| ۷۲۵       | میرنوروزی                                                                               |             | ملی                  |
| ۷۲۶       | جشن فروردگان                                                                            |             | ملی                  |
| ۷۲۷       | خانه تکانی                                                                              |             | ملی                  |
| ۷۲۸       | چهارشنبه سوری و آیین‌های مربوط به آن                                                     |             | ملی                  |
| ۷۲۹       | آئین نوروزی آهوچره                                                                      |             | ملی                  |
| ۷۳۰       | سفره‌های نوروزی                                                                          |             | ملی                  |
| ۷۳۱       | غذاهای نوروزی                                                                           |             | ملی                  |
| ۷۳۲       | مسابقات نوروزی                                                                          |             | ملی                  |
| ۷۳۳       | بازی شاه و وزیر نوروزی                                                                  |             | ملی                  |
| ۷۳۴       | پیک نوروزی                                                                              |             | ملی                  |
| ۷۳۵       | شال سالاماخ                                                                             |             | ملی                  |
| ۷۳۶       | تکم گردانی                                                                              |             | ملی                  |
| ۷۳۷       | نواوستی                                                                                 |             | ملی                  |
| ۷۳۸       | عمو نوروز                                                                               |             | ملی                  |
| ۷۳۹       | تخم مرغ بازی نوروزی                                                                     |             | ملی                  |
| ۷۴۰       | گردو بازی نوروزی                                                                        |             | ملی                  |
| ۷۴۱       | تکنیک ساخت آسیاب‌های سنگی منطقه سیستان                                                   | ۴/۱۱/۱۹۹۱   | ملی                  |
| ۷۴۲       | مراسم چومچه خاتون – باران خواهی                                                         | ۴/۱۱/۱۹۹۱   | آذربایجان شرقی       |
| ۷۴۳       | مراسم آغازبرداشت محصولات کشاورزی روستای سقای ورزقان                                     | ۴/۱۱/۱۹۹۱   | آذربایجان شرقی       |
| ۷۴۴       | مراسم چوپانی کوه سلطان – اسکو                                                           | ۴/۱۱/۱۹۹۱   | آذربایجان شرقی       |
| ۷۴۵       | دانش سنتی گاهشماری در آذربایجان شرقی                                                    | ۴/۱۱/۱۹۹۱   | آذربایجان شرقی       |
| ۷۴۶       | حماسه (ادبیات شفاهی آذربایجان) کوراوغلو                                                 | ۴/۱۱/۱۹۹۱   | آذربایجان شرقی       |
| ۷۴۷       | میراث حماسی اصلی و کرم در ادبیات شفاهی آذربایجان                                        | ۴/۱۱/۱۹۹۱   | آذربایجان شرقی       |
| ۷۴۸       | مراسم دوازدهمین روز پاییز در روستای زینجاب – تبریز                                      | ۴/۱۱/۱۹۹۱   | آذربایجان شرقی       |
| ۷۴۹       | مهارت برچیدن و برپا کردن آلاچیق عشایر آذربایجان شرقی                                    | ۴/۱۱/۱۹۹۱   | آذربایجان شرقی       |
| ۷۵۰       | مهارت دوخت پوشاک محلی در آذربایجان شرقی                                                 | ۴/۱۱/۱۹۹۱   | آذربایجان شرقی       |
| ۷۵۱       | تکنیک و مهارت زین سازی اردبیل                                                           | ۴/۱۱/۱۹۹۱   | اردبیل               |
| ۷۵۲       | مهارت و فن فرش بافی اردبیل                                                              | ۴/۱۱/۱۹۹۱   | اردبیل               |
| ۷۵۳       | مهارت نمکدان بافی عشایری اردبیل                                                         | ۴/۱۱/۱۹۹۱   | اردبیل               |
| ۷۵۴       | مهارت نواربافی عشایر اردبیل                                                             | ۴/۱۱/۱۹۹۱   | اردبیل               |
| ۷۵۵       | داستان سارای (ادبیات شفاهی آذربایجان)                                                   | ۴/۱۱/۱۹۹۱   | اردبیل               |
| ۷۵۶       | مهارت و فن رشته شالبافی خلخال                                                           | ۴/۱۱/۱۹۹۱   | اردبیل               |
| ۷۵۷       | مهارت و فن خورجین بافی در اردبیل                                                        | ۴/۱۱/۱۹۹۱   | اردبیل               |
| ۷۵۸       | مهارت چپغ بافی ایل شاهسون                                                               | ۴/۱۱/۱۹۹۱   | اردبیل               |
| ۷۵۹       | مهارت نمدمالی اردبیل                                                                    | ۴/۱۱/۱۹۹۱   | اردبیل               |
| ۷۶۰       | مهارت دوخت پوشاک محلی استان اردبیل                                                      | ۴/۱۱/۱۹۹۱   | اردبیل               |
| ۷۶۱       | مهارت و بافت سفره بافی ورزنه                                                            | ۴/۱۱/۱۹۹۱   | اصفهان               |
| ۷۶۲       | تکنیک بافت کلاه نمدی نجف آباد                                                           | ۴/۱۱/۱۹۹۱   | اصفهان               |
| ۷۶۳       | مهارت رنگرزی سنتی کاشان                                                                 | ۴/۱۱/۱۹۹۱   | اصفهان               |
| ۷۶۴       | تکنیک و فن منبت گلپایگان                                                                | ۴/۱۱/۱۹۹۱   | اصفهان               |
| ۷۶۵       | کاشی سازی هفت رنگ اصفهان                                                                | ۴/۱۱/۱۹۹۱   | اصفهان               |
| ۷۶۶       | قواره بری (مشبک بری) روی چوب                                                            | ۴/۱۱/۱۹۹۱   | اصفهان               |
| ۷۶۷       | مهارت و پخت پولک و نبات اصفهان                                                          | ۴/۱۱/۱۹۹۱   | اصفهان               |
| ۷۶۸       | مهارت و پخت نان سنتی کمشچه                                                              | ۴/۱۱/۱۹۹۱   | اصفهان               |
| ۷۶۹       | فرش بافی ویست خوانسار                                                                   | ۴/۱۱/۱۹۹۱   | اصفهان               |
| ۷۷۰       | مهارت چاپ قلمکار (مهری)                                                                 | ۴/۱۱/۱۹۹۱   | اصفهان               |
| ۷۷۱       | مسگری کاشان                                                                             | ۴/۱۱/۱۹۹۱   | اصفهان               |
| ۷۷۲       | مهارت گیوه‌بافی نشلج کاشان                                                               | ۴/۱۱/۱۹۹۱   | اصفهان               |
| ۷۷۳       | شیوهٔ سنتی تهیهٔ آلوی برغان                                                               | ۴/۱۱/۱۹۹۱   | البرز                |
| ۷۷۴       | شیوهٔ تهیهٔ بستنی سنتی (ملی)                                                              | ۴/۱۱/۱۹۹۱   | البرز                |
| ۷۷۵       | مراسم شب چله در برغان                                                                   | ۴/۱۱/۱۹۹۱   | البرز                |
| ۷۷۶       | مراسم سینه زنی سنتی روستای گلینک طالقان                                                 | ۴/۱۱/۱۹۹۱   | البرز                |
| ۷۷۷       | موسیقی نوروز (ملّی)                                                                      | ۱۵/۱۲/۹۱    | ملّی                  |
| ۷۷۸       | دانش سنتی بافت سیاه چادر عشایر در ایلام (دوار)                                          | ۴/۱۱/۱۹۹۱   | ایلام                |
| ۷۷۹       | آئین همیاری در پشم چینی دام (گه له برینه)                                               | ۴/۱۱/۱۹۹۱   | ایلام                |
| ۷۸۰       | آئین طلب باران در ایلام                                                                 | ۴/۱۱/۱۹۹۱   | ایلام                |
| ۷۸۱       | مهارت گرگور بافی خلیج فارس                                                              | ۴/۱۱/۱۹۹۱   | بوشهر                |
| ۷۸۲       | مهارت ساخت آلت موسیقی، مذهبی سنج و دمام                                                 | ۴/۱۱/۱۹۹۱   | بوشهر                |
| ۷۸۳       | فن ساخت ساز نی انبان بوشهر                                                              | ۴/۱۱/۱۹۹۱   | بوشهر                |
| ۷۸۴       | طب سنتی تابه گرمگ                                                                       | ۴/۱۱/۱۹۹۱   | بوشهر                |
| ۷۸۵       | طب سنتی کندو                                                                            | ۴/۱۱/۱۹۹۱   | بوشهر                |
| ۷۸۶       | تکنیک شیشه فوتی تهران                                                                   | ۴/۱۱/۱۹۹۱   | تهران                |
| ۷۸۷       | نقش میناخانی فرش ورامین                                                                 | ۴/۱۱/۱۹۹۱   | تهران                |
| ۷۸۸       | تکنیک نقاشی روی شیشه تهران                                                              | ۴/۱۱/۱۹۹۱   | تهران                |
| ۷۸۹       | تکنیک نقاشی پشت شیشه تهران                                                              | ۴/۱۱/۱۹۹۱   | تهران                |
| ۷۹۰       | مراسم واج یشت                                                                           | ۴/۱۱/۱۹۹۱   | تهران                |
| ۷۹۱       | مراسم شب الفه تهران                                                                     | ۴/۱۱/۱۹۹۱   | تهران                |
| ۷۹۲       | مراسم گاهنبار                                                                           | ۴/۱۱/۱۹۹۱   | تهران                |
| ۷۹۳       | روش حسی – حرکتی طب سنتی تهران                                                           | ۴/۱۱/۱۹۹۱   | تهران                |
| ۷۹۴       | ترانه‌های مشک زنی در فرهنگ بختیاری                                                       | ۴/۱۱/۱۹۹۱   | چهار محال و بختیاری  |
| ۷۹۵       | ترانه‌های برزگری در فرهنگ بختیاری                                                        | ۴/۱۱/۱۹۹۱   | چهار محال و بختیاری  |
| ۷۹۶       | مهارت بافت وریس در فرهنگ بختیاری                                                        | ۴/۱۱/۱۹۹۱   | چهار محال و بختیاری  |
| ۷۹۷       | ترانه‌های شیردوشی در فرهنگ بختیاری                                                       | ۴/۱۱/۱۹۹۱   | چهار محال و بختیاری  |
| ۷۹۸       | مهارت ساخت قفل قیچی                                                                     | ۴/۱۱/۱۹۹۱   | چهار محال و بختیاری  |
| ۷۹۹       | مهارت ساخت قیچی                                                                         | ۴/۱۱/۱۹۹۱   | چهار محال و بختیاری  |
| ۸۰۰       | آئین کوچ عشایر                                                                          | ۴/۱۱/۱۹۹۱   | ملی                  |
| ۸۰۱       | مهارت ساخت انبر                                                                         | ۴/۱۱/۱۹۹۱   | چهار محال و بختیاری  |
| ۸۰۲       | مهارت ساخت چاقو                                                                         | ۴/۱۱/۱۹۹۱   | چهار محال و بختیاری  |
| ۸۰۳       | مهارت دوخت لچک                                                                          | ۴/۱۱/۱۹۹۱   | چهار محال و بختیاری  |
| ۸۰۴       | مهارت بافت بند تاراق                                                                    | ۴/۱۱/۱۹۹۱   | چهار محال و بختیاری  |
| ۸۰۵       | مهارت بافت نمکدان                                                                       | ۴/۱۱/۱۹۹۱   | چهار محال و بختیاری  |
| ۸۰۶       | رقص محلی خراسان جنوبی                                                                   | ۴/۱۱/۱۹۹۱   | خراسان جنوبی         |
| ۸۰۷       | مراسم شب چله                                                                            | ۴/۱۱/۱۹۹۱   | خراسان جنوبی         |
| ۸۰۸       | جشن سده شهرستان سرایان روستای دوحصاران                                                  | ۴/۱۱/۱۹۹۱   | خراسان جنوبی         |
| ۸۰۹       | مراسم برات در خراسان جنوبی                                                              | ۴/۱۱/۱۹۹۱   | خراسان جنوبی         |
| ۸۱۰       | مهارت بافت برک بافی                                                                     | ۴/۱۱/۱۹۹۱   | خراسان جنوبی         |
| ۸۱۱       | مراسم رمضان خوانی                                                                       | ۴/۱۱/۱۹۹۱   | خراسان جنوبی         |
| ۸۱۲       | زنگوله سازی سرایان                                                                      | ۴/۱۱/۱۹۹۱   | خراسان جنوبی         |
| ۸۱۳       | تکنیک و فن ترکه بافی (سافت بافی)                                                        | ۴/۱۱/۱۹۹۱   | خراسان جنوبی         |
| ۸۱۴       | مهارت پخت آش غلور                                                                       | ۴/۱۱/۱۹۹۱   | خراسان جنوبی         |
| ۸۱۵       | کف زنی (آئین یا فن کف زنی) در بیرجند                                                    | ۴/۱۱/۱۹۹۱   | خراسان جنوبی         |
| ۸۱۶       | مراسم آیینی ملاقه زنی (کفچلزی)                                                          | ۴/۱۱/۱۹۹۱   | خراسان جنوبی         |
| ۸۱۷       | آئین کوزه شکنی شهرستان قائن                                                             | ۴/۱۱/۱۹۹۱   | خراسان جنوبی         |
| ۸۱۸       | عروسک سازی در خراسان جنوبی                                                              | ۲۰/۹/۹۳     | خراسان جنوبی         |
| ۸۱۹       | شب شش مولود                                                                             | ۴/۱۱/۱۹۹۱   | خراسان جنوبی         |
| ۸۲۰       | فن و هنر پیله کشی بایگ تربت حیدریه                                                      | ۴/۱۱/۱۹۹۱   | خراسان رضوی          |
| ۸۲۱       | فن و هنر هرکاره (هرکره) تراشی سنتی مشهد                                                 | ۴/۱۱/۱۹۹۱   | خراسان رضوی          |
| ۸۲۲       | فنون سله بافی طرقبه                                                                     | ۴/۱۱/۱۹۹۱   | خراسان رضوی          |
| ۸۲۳       | فن و هنر ابریشم بافی زاوین کلات                                                         | ۴/۱۱/۱۹۹۱   | خراسان رضوی          |
| ۸۲۴       | موسیقی مقامی شرق خراسان                                                                 | ۴/۱۱/۱۹۹۱   | خراسان رضوی          |
| ۸۲۵       | مراسم سنگ‌زنی صدخرو، سبزوار                                                              | ۴/۱۱/۱۹۹۱   | خراسان رضوی          |
| ۸۲۶       | مراسم نخل‌گردانی روستای ریاب، گناباد                                                     | ۴/۱۱/۱۹۹۱   | خراسان رضوی          |
| ۸۲۷       | نخل‌گردانی روستای ریاب                                                                   | ۴/۱۱/۱۹۹۱   | خراسان رضوی          |
| ۸۲۸       | مراسم قنبرخوانی کاشمر                                                                   | ۴/۱۱/۱۹۹۱   | خراسان رضوی          |
| ۸۲۹       | سروده‌های سه‌خشتی کروی کرمانجی خراسان                                                     | ۴/۱۱/۱۹۹۱   | خراسان رضوی          |
| ۸۳۰       | مهارت و فن پوستین‌دوزی شاندیز                                                            | ۴/۱۱/۱۹۹۱   | خراسان رضوی          |
| ۸۳۱       | فنون ساخت دوتار شرق خراسان                                                              | ۴/۱۱/۱۹۹۱   | خراسان رضوی          |
| ۸۳۲       | فن و هنر سبدبافی (ترکه بافی) مزار بجستان                                                | ۴/۱۱/۱۹۹۱   | خراسان رضوی          |
| ۸۳۳       | فن و هنر گلدوزی سنتی مشهد                                                               | ۴/۱۱/۱۹۹۱   | خراسان رضوی          |
| ۸۳۴       | مراسم چراغ برات خراسان                                                                  | ۴/۱۱/۱۹۹۱   | خراسان رضوی          |
| ۸۳۵       | نخل‌گردانی بردسکن                                                                        | ۴/۱۱/۱۹۹۱   | خراسان رضوی          |
| ۸۳۶       | شیرهٔ انگورگیری مزار بجستان                                                              | ۴/۱۱/۱۹۹۱   | خراسان رضوی          |
| ۸۳۷       | شبیه‌خوانی و شبه‌گردانی روستای سنو                                                        | ۴/۱۱/۱۹۹۱   | خراسان رضوی          |
| ۸۳۸       | نخل‌گردانی قصبه شهر گناباد                                                               | ۴/۱۱/۱۹۹۱   | خراسان رضوی          |
| ۸۳۹       | جشن سده در جزین بجستان                                                                  | ۴/۱۱/۱۹۹۱   | خراسان رضوی          |
| ۷۳        | آجرتراشی سنتی نیشابور (در خطر)                                                          | ۴/۱۱/۱۹۹۱   | خراسان رضوی          |
| ۸۴۰       | مراسم تشرف زائران پیاده حضرت رضا در ۲۸ صفر                                              | ۴/۱۱/۱۹۹۱   | خراسان رضوی          |
| ۸۴۱       | بازی محلی از سرنو قزل خانم                                                              | ۴/۱۱/۱۹۹۱   | خراسان رضوی          |
| ۸۴۲       | بازی محلی خرساپالون سا                                                                  | ۴/۱۱/۱۹۹۱   | خراسان رضوی          |
| ۸۴۳       | بازی محلی اوستاسه پایه                                                                  | ۴/۱۱/۱۹۹۱   | خراسان رضوی          |
| ۸۴۴       | بازی محلی آغل کرمن                                                                      | ۴/۱۱/۱۹۹۱   | خراسان رضوی          |
| ۸۴۵       | بازی محلی باربارسوارا                                                                   | ۴/۱۱/۱۹۹۱   | خراسان رضوی          |
| ۸۴۶       | گال بازی سنو گناباد                                                                     | ۴/۱۱/۱۹۹۱   | خراسان رضوی          |
| ۸۴۷       | آیین شب برات                                                                            | ۴/۱۱/۱۹۹۱   | خراسان شمالی         |
| ۸۴۸       | فنون نمدمالی                                                                            | ۴/۱۱/۱۹۹۱   | خراسان شمالی         |
| ۸۴۹       | فنون بافت سیاه‌چادر                                                                      | ۴/۱۱/۱۹۹۱   | خراسان شمالی         |
| ۸۵۰       | فنون ساخت دوتار                                                                         | ۴/۱۱/۱۹۹۱   | خراسان شمالی         |
| ۸۵۱       | شیوهٔ پخت نان (بیشمه)                                                                    | ۴/۱۱/۱۹۹۱   | خراسان شمالی         |
| ۸۵۲       | شیوهٔ پخت نان (چلپک)                                                                     | ۴/۱۱/۱۹۹۱   | خراسان شمالی         |
| ۸۵۳       | شیوهٔ پخت نان (فتیر چریشی)                                                               | ۴/۱۱/۱۹۹۱   | خراسان شمالی         |
| ۸۵۴       | شیوهٔ پخت نان (فتیر شیرین)                                                               | ۴/۱۱/۱۹۹۱   | خراسان شمالی         |
| ۸۵۵       | شیوهٔ پخت نان (قاطلمه)                                                                   | ۴/۱۱/۱۹۹۱   | خراسان شمالی         |
| ۸۵۶       | شیوهٔ پخت نان (نان ساچی)                                                                 | ۴/۱۱/۱۹۹۱   | خراسان شمالی         |
| ۸۵۷       | شیوهٔ پخت نان (اگنچه)                                                                    | ۴/۱۱/۱۹۹۱   | خراسان شمالی         |
| ۸۵۸       | شیوهٔ پخت نان (کماج)                                                                     | ۴/۱۱/۱۹۹۱   | خراسان شمالی         |
| ۸۵۹       | شیوهٔ پخت نان (فتیر شیرمال)                                                              | ۴/۱۱/۱۹۹۱   | خراسان شمالی         |
| ۸۶۰       | شیوهٔ پخت نان (فتیر جزلاغ)                                                               | ۴/۱۱/۱۹۹۱   | خراسان شمالی         |
| ۸۶۱       | کمر بستن عروس بختیاری                                                                   | ۴/۱۱/۱۹۹۱   | خوزستان              |
| ۸۶۲       | مراسم یزله                                                                              | ۴/۱۱/۱۹۹۱   | خوزستان              |
| ۸۶۳       | دانش سنتی ارده کشی                                                                      | ۴/۱۱/۱۹۹۱   | خوزستان              |
| ۸۶۴       | مهارت جل – شال بافی                                                                     | ۴/۱۱/۱۹۹۱   | خوزستان              |
| ۸۶۵       | شیدونه                                                                                  | ۴/۱۱/۱۹۹۱   | خوزستان              |
| ۸۶۶       | ردیف‌های آوازی موسیقی مقامی ۲۴ مقوم شوشتر                                                | ۴/۱۱/۱۹۹۱   | خوزستان              |
| ۸۶۷       | تصنیف‌ها و رنگ‌های ۲۴ مقوم شوشتر                                                          | ۴/۱۱/۱۹۹۱   | خوزستان              |
| ۸۶۸       | مولودی خوانی ۲۴ مقوم شوشتر                                                              | ۴/۱۱/۱۹۹۱   | خوزستان              |
| ۸۶۹       | ذکرخوانی و نوحه خوانی ۲۴ مقوم شوشتر                                                     | ۴/۱۱/۱۹۹۱   | خوزستان              |
| ۸۷۰       | موسیقی درمانی ۲۴ مقوم شوشتر                                                             | ۴/۱۱/۱۹۹۱   | خوزستان              |
| ۸۷۱       | موسیقی کار ۲۴ مقوم شوشتر                                                                | ۴/۱۱/۱۹۹۱   | خوزستان              |
| ۸۷۲       | لالائی‌های ۲۴ مقوم شوشتر                                                                 | ۴/۱۱/۱۹۹۱   | خوزستان              |
| ۸۷۳       | اذان ۲۴ مقوم شوشتر                                                                      | ۴/۱۱/۱۹۹۱   | خوزستان              |
| ۸۷۴       | مراسم عزاداری بیت الرقیه زنجان (۵ صفر)                                                  | ۴/۱۱/۱۹۹۱   | زنجان                |
| ۸۷۵       | قالی خودرنگ سنگسری                                                                      | ۴/۱۱/۱۹۹۱   | سمنان                |
| ۸۷۶       | نذر شمع بانی شب عاشورا در شهر شهمیرزاد                                                  | ۴/۱۱/۱۹۹۱   | سمنان                |
| ۸۷۷       | جاجیم بافی در سمنان                                                                     | ۴/۱۱/۱۹۹۱   | سمنان                |
| ۸۷۸       |                                                                                         |             |                      |
| ۸۷۹       | چنگوم سازی                                                                              | ۴/۱۱/۱۹۹۱   | سمنان                |
| ۸۸۰       | کئوکه سازی در سمنان                                                                     | ۴/۱۱/۱۹۹۱   | سمنان                |
| ۸۸۱       | وشینه در سمنان                                                                          | ۴/۱۱/۱۹۹۱   | سمنان                |
| ۸۸۲       | نمدمالی در سمنان                                                                        | ۴/۱۱/۱۹۹۱   | سمنان                |
| ۸۸۳       | قلمکارسازی (چیتگری) در دامغان                                                           | ۴/۱۱/۱۹۹۱   | سمنان                |
| ۸۸۴       | جاجیم بافی در روستای دروار دامغان                                                       | ۴/۱۱/۱۹۹۱   | سمنان                |
| ۸۸۵       | سگیرا (سرگیرا) چادر بانوان سنگسری                                                       | ۴/۱۱/۱۹۹۱   | سمنان                |
| ۸۸۶       | گل هاکنی، رسم پیشواز نوروز در مجن                                                       | ۴/۱۱/۱۹۹۱   | سمنان                |
| ۸۸۷       | دست بافته‌های سنتی کلاته خیج                                                             | ۴/۱۱/۱۹۹۱   | سمنان                |
| ۸۸۸       | مراسم جشن میلاد فاطمه زهرا                                                              | ۴/۱۱/۱۹۹۱   | ملی                  |
| ۸۸۹       | سوزن‌دوزی استان سمنان                                                                    | ۴/۱۱/۱۹۹۱   | سمنان                |
| ۸۹۰       | رسم امام در دیباج                                                                       | ۴/۱۱/۱۹۹۱   | سمنان                |
| ۸۹۱       | فناوری آسیاب‌های آبی تویه دروار دامغان                                                   | ۴/۱۱/۱۹۹۱   | سمنان                |
| ۸۹۲       | ترانه‌های مشک‌زنی در ایل الیکایی                                                          | ۴/۱۱/۱۹۹۱   | سمنان                |
| ۸۹۳       | دوخت کیسه مراد در شاهرود                                                                | ۴/۱۱/۱۹۹۱   | سمنان                |
| ۸۹۴       | نخل‌گردانی شهمیرزاد                                                                      | ۴/۱۱/۱۹۹۱   | سمنان                |
| ۸۹۵       | نوروزخوانی در حسن‌آباد دامغان                                                            | ۴/۱۱/۱۹۹۱   | سمنان                |
| ۸۹۶       | ترانه‌ها ساربانی در استان سمنان                                                          | ۴/۱۱/۱۹۹۱   | سمنان                |
| ۸۹۷       | فنون تهیهٔ فرآورده‌های لبنی عشایر ایل سنگسر                                               | ۴/۱۱/۱۹۹۱   | سمنان                |
| ۸۹۸       | نذر سمنوپزان در سمنان                                                                   | ۴/۱۱/۱۹۹۱   | سمنان                |
| ۸۹۹       | شوخوانی در شاهرود                                                                       | ۴/۱۱/۱۹۹۱   | سمنان                |
| ۹۰۰       | نظام آبیاری دامغان                                                                      | ۴/۱۱/۱۹۹۱   | سمنان                |
| ۹۰۱       | وره ویری (پشم چینی بره‌ها) در ایل الیکایی                                                | ۴/۱۱/۱۹۹۱   | سمنان                |
| ۹۰۲       | تخته نویسی (گولی نویسی) در استان سمنان                                                  | ۴/۱۱/۱۹۹۱   | سمنان                |
| ۹۰۳       | نان بقسمات در سمنان                                                                     | ۴/۱۱/۱۹۹۱   | سمنان                |
| ۹۰۴       | ترانه‌های حنابندان در استان سمنان                                                        | ۴/۱۱/۱۹۹۱   | سمنان                |
| ۹۰۵       | رسم عیدانه در شاهرود                                                                    | ۴/۱۱/۱۹۹۱   | سمنان                |
| ۹۰۶       | مراسم شمع و چراغ در تکایای شاهرود                                                       | ۴/۱۱/۱۹۹۱   | سمنان                |
| ۹۰۷       | الله‌خوانی رشم                                                                           | ۴/۱۱/۱۹۹۱   | سمنان                |
| ۹۰۸       | مسگری در سمنان                                                                          | ۴/۱۱/۱۹۹۱   | سمنان                |
| ۹۰۹       | سفالگری در سمنان                                                                        | ۴/۱۱/۱۹۹۱   | سمنان                |
| ۹۱۰       | قالی‌بافی در سمنان                                                                       | ۴/۱۱/۱۹۹۱   | سمنان                |
| ۹۱۱       | گلیم‌بافی در سمنان                                                                       | ۴/۱۱/۱۹۹۱   | سمنان                |
| ۹۱۲       | مهارت سرگیرا مهدی شهر                                                                   | ۴/۱۱/۱۹۹۱   | سمنان                |
| ۹۱۳       | مهارت مکننه                                                                             | ۴/۱۱/۱۹۹۱   | سمنان                |
| ۹۱۴       | مهارت شماره دوزی سنگسری                                                                 | ۴/۱۱/۱۹۹۱   | سمنان                |
| ۹۱۵       | گلیج بافی مهدی شهر                                                                      | ۴/۱۱/۱۹۹۱   | سمنان                |
| ۹۱۶       | مفرش بافی پاده                                                                          | ۴/۱۱/۱۹۹۱   | سمنان                |
| ۹۱۷       | مهارت و فن حصیربافی سیستان                                                              | ۴/۱۱/۱۹۹۱   | سیستان و بلوچستان    |
| ۹۱۸       | مهارت و فن حصیربافی بلوچستان                                                            | ۴/۱۱/۱۹۹۱   | سیستان و بلوچستان    |
| ۹۱۹       | مهارت و تکنیک بافت فرش سیستان                                                           | ۴/۱۱/۱۹۹۱   | سیستان و بلوچستان    |
| ۹۲۰       | سحرخوانی در سیستان                                                                      | ۴/۱۱/۱۹۹۱   | سیستان و بلوچستان    |
| ۹۲۱       | رمضان خوانی در سیستان                                                                   | ۴/۱۱/۱۹۹۱   | سیستان و بلوچستان    |
| ۹۲۲       | موسیقی دونلی در سیستان                                                                  | ۴/۱۱/۱۹۹۱   | سیستان و بلوچستان    |
| ۹۲۳       | لباس محلی زنان و مردان عشایر قشقایی                                                     | ۴/۱۱/۱۳۹۱   | فارس                 |
| ۹۲۴       | مهارت نی و نیاب سازی در شهرستان لار                                                     | ۴/۱۱/۱۹۹۱   | فارس                 |
| ۹۲۵       | هنر دوات گری در شیراز                                                                   | ۴/۱۱/۱۹۹۱   | فارس                 |
| ۹۲۶       | دانش سنتی خط سیاق قزوین                                                                 | ۴/۱۱/۱۹۹۱   | قزوین                |
| ۹۲۷       | بازی هورزما (کشتی)                                                                      | ۴/۱۱/۱۹۹۱   | قزوین                |
| ۹۲۸       | بازی حمام حمام                                                                          | ۴/۱۱/۱۹۹۱   | قزوین                |
| ۹۲۹       | رفوگری سنتی                                                                             | ۴/۱۱/۱۹۹۱   | قزوین                |
| ۹۳۰       | مهارت بافت چلک بافی (سبد)                                                               | ۴/۱۱/۱۹۹۱   | قزوین                |
| ۹۳۱       | مهارت و فن زغره دوزی (منجق دوزی)                                                        | ۴/۱۱/۱۹۹۱   | قزوین                |
| ۹۳۲       | ایزار الموت (مهارت سفره بافی)                                                           | ۴/۱۱/۱۹۹۱   | قزوین                |
| ۹۳۳       | مهارت و فن گیوه دوزی تاکستان                                                            | ۴/۱۱/۱۹۹۱   | قزوین                |
| ۹۳۴       | مهارت و فن چپی بافی قزوین (سبد)                                                         | ۴/۱۱/۱۹۹۱   | قزوین                |
| ۹۳۵       | مهارت و فن تراش شیشه                                                                    | ۴/۱۱/۱۹۹۱   | قزوین                |
| ۹۳۶       | تکنیک و مهارت بافتنی‌های سنتی بویین زهرا                                                 | ۴/۱۱/۱۹۹۱   | قزوین                |
| ۹۳۷       | مهارت برچینه بافی تارم سفلی (سبدبافی)                                                   | ۴/۱۱/۱۹۹۱   | قزوین                |
| ۹۳۸       | مهارت نقاشی دیواری                                                                      | ۴/۱۱/۱۹۹۱   | قزوین                |
| ۹۳۹       | مهارت سنگتراشی سنتی                                                                     | ۴/۱۱/۱۹۹۱   | قزوین                |
| ۹۴۰       | تکنیک بافت گلیم ارداق – شهرستان بویین زهرا                                              | ۴/۱۱/۱۹۹۱   | قزوین                |
| ۹۴۱       | مهارت پخت سوهان قم                                                                      | ۴/۱۱/۱۹۹۱   | قم                   |
| ۹۴۲       | پامنبری قم                                                                              | ۴/۱۱/۱۹۹۱   | قم                   |
| ۹۴۳       | مهارت ساخت سفال کردستان                                                                 | ۴/۱۱/۱۹۹۱   | کردستان              |
| ۹۴۴       | آواها و نواهای (سیاوچمانه) در اورامانات                                                 | ۴/۱۱/۱۹۹۱   | کردستان              |
| ۹۴۵       | مهارت ساخت زیورآلات کردستان                                                             | ۴/۱۱/۱۹۹۱   | کردستان              |
| ۹۴۶       | مهارت فرنجی کردستان                                                                     | ۴/۱۱/۱۹۹۱   | کردستان              |
| ۹۴۷       | بوکه بارانی (عروسک بارانی)                                                              | ۴/۱۱/۱۹۹۱   | کردستان              |
| ۹۴۸       | مراسم نوروز در دیوزناوه                                                                 | ۴/۱۱/۱۹۹۱   | کردستان              |
| ۹۴۹       | مهارت پسک بافی                                                                          | ۴/۱۱/۱۹۹۱   | کردستان              |
| ۹۵۰       | ارغولن بافی                                                                             | ۴/۱۱/۱۹۹۱   | کردستان              |
| ۹۵۱       | مهارت ساخت نرمه نای                                                                     | ۴/۱۱/۱۹۹۱   | کردستان              |
| ۹۵۲       | مهارت ساخت ساز دهل                                                                      | ۴/۱۱/۱۹۹۱   | کردستان              |
| ۹۵۳       | فن پخت نان در کردستان                                                                   | ۴/۱۱/۱۹۹۱   | کردستان              |
| ۹۵۴       | بازیهای بومی محلی با اسب                                                                | ۴/۱۱/۱۹۹۱   | کردستان              |
| ۹۵۵       | تکنیک و مهارت سفیدگری یا رویگری                                                         | ۴/۱۱/۱۹۹۱   | کردستان              |
| ۹۵۶       | مهارت بافت جوراب و پاپوش (پوزوانه) پشمی                                                 | ۴/۱۱/۱۹۹۱   | کردستان              |
| ۹۵۷       | مهارت ساخت دف                                                                           | ۴/۱۱/۱۹۹۱   | کردستان              |
| ۹۵۸       | آداب و رسوم پخت نان کرنون در شهر بابک                                                   | ۴/۱۱/۱۹۹۱   | کرمان                |
| ۹۵۹       | آداب و رسوم پخت سنتی نان تافتون                                                         | ۴/۱۱/۱۹۹۱   | کرمان                |
| ۹۶۰       | آداب و رسوم پخت نان تیری                                                                | ۴/۱۱/۱۹۹۱   | کرمان                |
| ۹۶۱       | مهارت پخت کلمپه در استان کرمان                                                          | ۴/۱۱/۱۹۹۱   | کرمان                |
| ۹۶۲       | مهارت پخت کماچ سن در استان کرمان                                                        | ۴/۱۱/۱۹۹۱   | کرمان                |
| ۹۶۳       | مراسم ۲۷ ماه رمضان کرمان                                                                | ۴/۱۱/۱۹۹۱   | کرمان                |
| ۹۶۴       | مهارت سرود (قیچک) در شهرستان‌های جنوبی                                                   | ۴/۱۱/۱۹۹۱   | کرمان                |
| ۹۶۵       | نقاره نوازی و ساخت نقاره در کرمان                                                       | ۴/۱۱/۱۹۹۱   | کرمان                |
| ۹۶۶       | فن و مهارت مسگری (سفیدکاری) در استان کرمان                                              | ۴/۱۱/۱۹۹۱   | کرمان                |
| ۹۶۷       | مهارت و تکنیک خراطی در استان کرمان                                                      | ۴/۱۱/۱۹۹۱   | کرمان                |
| ۹۶۸       | مهارت و فن چاقوسازی در راین کرمان                                                       | ۴/۱۱/۱۹۹۱   | کرمان                |
| ۹۶۹       | مهارت و فن کموسازی کرمان                                                                | ۴/۱۱/۱۹۹۱   | کرمان                |
| ۹۷۰       | مراسم تیغ داغ در کرمان                                                                  | ۴/۱۱/۱۹۹۱   | کرمان                |
| ۹۷۱       | مراسم خواباندن کودک در گل                                                               | ۴/۱۱/۱۹۹۱   | کرمان                |
| ۹۷۲       | مهارت چاقوسازی در کرند                                                                  | ۴/۱۱/۱۹۹۱   | کرمانشاه             |
| ۹۷۳       | فنآوری تهیهٔ روغن حیوانی                                                                 | ۴/۱۱/۱۹۹۱   | کرمانشاه             |
| ۹۷۴       | نمدمالی کرمانشاه                                                                        | ۴/۱۱/۱۹۹۱   | کرمانشاه             |
| ۹۷۵       | فنآوری تهیهٔ نان برنجی                                                                   | ۴/۱۱/۱۹۹۱   | کرمانشاه             |
| ۹۷۶       | فنآوری تهیهٔ کاک                                                                         | ۴/۱۱/۱۹۹۱   | کرمانشاه             |
| ۹۷۷       | مهارت ساخت تنبور کاسه‌ای                                                                 | ۴/۱۱/۱۹۹۱   | کرمانشاه             |
| ۹۷۸       | مهارت ساخت گیوهٔ زنانه کرمانشاه                                                          | ۴/۱۱/۱۹۹۱   | کرمانشاه             |
| ۹۷۹       | نوای دوزله کرمانشاه                                                                     | ۴/۱۱/۱۹۹۱   | کرمانشاه             |
| ۹۸۰       | مهارت ساخت تنبور ترکه ای                                                                | ۴/۱۱/۱۹۹۱   | کرمانشاه             |
| ۹۸۱       | نان سنتی ساجی                                                                           | ۴/۱۱/۱۹۹۱   | کرمانشاه             |
| ۹۸۲       | مراسم سحرخوانی                                                                          | ۴/۱۱/۱۹۹۱   | کهگیلویه و بویر احمد |
| ۹۸۳       | مقام خوانی شیخ علی مراد                                                                 | ۴/۱۱/۱۹۹۱   | کهگیلویه و بویر احمد |
| ۹۸۴       | مسیرهای کوچ عشایر کهگیلویه و بویر احمد                                                  | ۴/۱۱/۱۹۹۱   | کهگیلویه و بویر احمد |
| ۹۸۵       | فن و مهارت بافت گلیم مشته                                                               | ۴/۱۱/۱۹۹۱   | کهگیلویه و بویر احمد |
| ۹۸۶       | فن و مهارت نگارش قرآن طوماری کهگیلویه و بویر احمد                                       | ۴/۱۱/۱۹۹۱   | کهگیلویه و بویر احمد |
| ۹۸۷       | فن و مهارت خراطی سنتی کهگیلویه و بویر احمد                                              | ۴/۱۱/۱۹۹۱   | کهگیلویه و بویر احمد |
| ۹۸۸       | فن و مهارت بافت گلیم نقش برجسته                                                         | ۴/۱۱/۱۹۹۱   | کهگیلویه و بویر احمد |
| ۹۸۹       | فن و مهارت سله بافی                                                                     | ۴/۱۱/۱۹۹۱   | کهگیلویه و بویر احمد |
| ۹۹۰       | فن و مهارت ساخت دولچه آب                                                                | ۴/۱۱/۱۹۹۱   | کهگیلویه و بویر احمد |
| ۹۹۱       | فن و مهارت بافت ساخت مشک آب                                                             | ۴/۱۱/۱۹۹۱   | کهگیلویه و بویر احمد |
| ۹۹۲       | فن و مهارت ساخت خیش کشاورزی در کهگیلویه                                                 | ۴/۱۱/۱۹۹۱   | کهگیلویه و بویر احمد |
| ۹۹۳       | آئین‌های ازدواج در منطقه کهگیلویه                                                        | ۴/۱۱/۱۹۹۱   | کهگیلویه و بویر احمد |
| ۹۹۴       | مراسم جشن انار                                                                          | ۴/۱۱/۱۹۹۱   | کهگیلویه و بویر احمد |
| ۹۹۵       | مجلس تعزیه لنده                                                                         | ۴/۱۱/۱۹۹۱   | کهگیلویه و بویر احمد |
| ۹۹۶       | مهارت شالی کاری در کهگیلویه                                                             | ۴/۱۱/۱۹۹۱   | کهگیلویه و بویر احمد |
| ۹۹۷       | آئین برداشت شالی                                                                        | ۴/۱۱/۱۹۹۱   | کهگیلویه و بویر احمد |
| ۹۹۸       | فن ساخت دو تار ترکمن                                                                    | ۴/۱۱/۱۹۹۱   | گلستان               |
| ۹۹۹       | مهارت جاجیم بافی منطقه گرگان                                                            | ۴/۱۱/۱۹۹۱   | گلستان               |
| ۱۰۰۰      | مهارت سوزن دوزی ترکمن                                                                   | ۴/۱۱/۱۹۹۱   | گلستان               |
| ۱۰۰۱      | مهارت چادر شب بافی منطقه گرگان                                                          | ۴/۱۱/۱۹۹۱   | گلستان               |
| ۱۰۰۲      | آداب و سنت‌های پرورش اسب در فرهنگ مردم ترکمن                                             | ۴/۱۱/۱۹۹۱   | گلستان               |
| ۱۰۰۳      | مهارت پخت گمچه کباب                                                                     | ۴/۱۱/۱۹۹۱   | گیلان                |
| ۱۰۰۴      | مهارت نمدمالی گیلان                                                                     | ۴/۱۱/۱۹۹۱   | گیلان                |
| ۱۰۰۵      | آئین‌های شب چله در گیلان                                                                 | ۴/۱۱/۱۹۹۱   | گیلان                |
| ۱۰۰۶      | مهارت و فن جاجیم بافی گیلان                                                             | ۴/۱۱/۱۹۹۱   | گیلان                |
| ۱۰۰۷      | آئین همیاری زامایاور                                                                    | ۴/۱۱/۱۹۹۱   | گیلان                |
| ۱۰۰۸      | سیاه گالش                                                                               | ۴/۱۱/۱۹۹۱   | گیلان                |
| ۱۰۰۹      | مراسم الهی خورده تابه (الهی خورشید بتابد) گیلان                                         | ۴/۱۱/۱۹۹۱   | گیلان                |
| ۱۰۱۰      | مراسم جشن خرمن گیلان                                                                    | ۴/۱۱/۱۹۹۱   | گیلان                |
| ۱۰۱۱      | تکنیک و فن قفل سازی شهرستان بروجرد                                                      | ۴/۱۱/۱۹۹۱   | لرستان               |
| ۱۰۱۲      | فال چهل سرود (چل سروو) لرستان                                                           | ۴/۱۱/۱۹۹۱   | لرستان               |
| ۱۰۱۳      | بازی محلی ترنه بازی در شهرستان خرم‌آباد (کمربندبازی)                                     | ۴/۱۱/۱۹۹۱   | لرستان               |
| ۱۰۱۴      | مهارت ساخت مشک                                                                          | ۴/۱۱/۱۹۹۱   | لرستان               |
| ۱۰۱۵      | مهارت و فن رنگرزی شهرستان بروجرد                                                        | ۴/۱۱/۱۹۹۱   | لرستان               |
| ۱۰۱۶      | مهارت و فن ورشوسازی شهرستان بروجرد                                                      | ۴/۱۱/۱۹۹۱   | لرستان               |
| ۱۰۱۷      | بازی محلی دال پچلان در شهرستان خرم‌آباد                                                  | ۴/۱۱/۱۹۹۱   | لرستان               |
| ۱۰۱۸      | آئین شب جله لرستان                                                                      | ۴/۱۱/۱۹۹۱   | لرستان               |
| ۱۰۱۹      | مهارت و فن پالان‌دوزی                                                                    | ۴/۱۱/۱۹۹۱   | مازندران             |
| ۱۰۲۰      | مراسم آیینی تیرما سیزده شو (جشن تیرگان) استان مازندران                                  | ۴/۱۱/۱۹۹۱   | مازندران             |
| ۱۰۲۱      | مهارت و فن پتوبافی                                                                      | ۴/۱۱/۱۹۹۱   | مازندران             |
| ۱۰۲۲      | مهارت و فن لحاف دوزی                                                                    | ۴/۱۱/۱۹۹۱   | مازندران             |
| ۱۰۲۳      | مهارت و فن تهیهٔ و پخت فتیر و کسمه                                                       | ۴/۱۱/۱۹۹۱   | مرکزی                |
| ۱۰۲۴      | مراسم علم‌گردانی روستای عزالدین تفرش                                                     | ۴/۱۱/۱۹۹۱   | مرکزی                |
| ۱۰۲۵      | مراسم نخل‌بندان محلهٔ ترخوران تفرش                                                        | ۴/۱۱/۱۹۹۱   | مرکزی                |
| ۱۰۲۶      | شیوهٔ سنتی پخت حلوای تبق ابراهیم‌آباد                                                     | ۴/۱۱/۱۹۹۱   | مرکزی                |
| ۱۰۲۷      | مراسم آردگیز گردانی                                                                     | ۴/۱۱/۱۹۹۱   | هرمزگان              |
| ۱۰۲۸      | چادرشب‌بافی                                                                              | ۴/۱۱/۱۹۹۱   | هرمزگان              |
| ۱۰۲۹      | مراسم سنگ زنی                                                                           | ۴/۱۱/۱۹۹۱   | هرمزگان              |
| ۱۰۳۰      | شیوهٔ پخت حلیم جم بندرعباس                                                               | ۴/۱۱/۱۹۹۱   | هرمزگان              |
| ۱۰۳۱      | مراسم زار                                                                               | ۴/۱۱/۱۹۹۱   | هرمزگان              |
| ۱۰۳۲      | گرگور بافی                                                                              | ۴/۱۱/۱۹۹۱   | هرمزگان              |
| ۱۰۳۳      | مهارت بافت سوباس (ده پایی حصیری)                                                        | ۴/۱۱/۱۹۹۱   | هرمزگان              |
| ۱۰۳۴      | فن پخت شیرینی شیرمال                                                                    | ۴/۱۱/۱۹۹۱   | همدان                |
| ۱۰۳۵      | فن پخت شیرینی کماج                                                                      | ۴/۱۱/۱۹۹۱   | همدان                |
| ۱۰۳۶      | فن پخت شیرینی انگشت‌پیچ همدان                                                            | ۴/۱۱/۱۹۹۱   | همدان                |
| ۱۰۳۷      | فن پخت حلوازردهٔ همدان                                                                   | ۴/۱۱/۱۹۹۱   | همدان                |
| ۱۰۳۸      | فن زین‌سازی همدان                                                                        | ۴/۱۱/۱۹۹۱   | همدان                |
| ۱۰۳۹      | فن چلنگری همدان                                                                         | ۴/۱۱/۱۹۹۱   | همدان                |
| ۱۰۴۰      | فن خراطی همدان                                                                          | ۴/۱۱/۱۹۹۱   | همدان                |
| ۱۰۴۱      | فن قفل‌سازی همدان                                                                        | ۴/۱۱/۱۹۹۱   | همدان                |
| ۱۰۴۲      | مهارت و فن تهیهٔ حلوا ارده اردکان                                                        | ۴/۱۱/۱۹۹۱   | یزد                  |
| ۱۰۴۳      | فن و تکنیک زنجیرسازی اردکان                                                             | ۴/۱۱/۱۹۹۱   | یزد                  |
| ۱۰۴۴      | آئین نخل‌بندی و نخل‌گردانی ندوشن                                                          | ۴/۱۱/۱۹۹۱   | یزد                  |
| ۱۰۴۵      | فن و هنر چاقوسازی مهریز                                                                 | ۴/۱۱/۱۹۹۱   | یزد                  |
| ۱۰۴۶      | فن ترکه بافی مهریز                                                                      | ۴/۱۱/۱۹۹۱   | یزد                  |
| ۱۰۴۷      | آئین نخل‌بندی و نخل‌گردانی کریت طبس                                                       | ۴/۱۱/۱۹۹۱   | یزد                  |
| ۱۰۴۸      | آئین نخل‌برداری مهرجرد میبد                                                              | ۴/۱۱/۱۹۹۱   | یزد                  |
| ۱۰۴۹      | فن و تکنیک گیوه‌دوزی ابرکوه                                                              | ۴/۱۱/۱۹۹۱   | یزد                  |
| ۱۰۵۰      | فن و تکنیک قفل‌سازی ابرکوه                                                               | ۴/۱۱/۱۹۹۱   | یزد                  |
| ۱۰۵۱      | فن آوری ساخت بادگیر در ایران (ملی)                                                      | ۴/۱۱/۱۹۹۱   | یزد                  |
| ۱۰۵۲      | فن حصیربافی بافق                                                                        | ۴/۱۱/۱۹۹۱   | یزد                  |
| ۱۰۵۳      | موسیقی نواحی خلیج فارس                                                                  | ۴/۱۱/۱۹۹۱   | هرمزگان              |
| ۱۰۵۴      | پوشاک سنتی نواحی خلیج فارس                                                              | ۴/۱۱/۱۹۹۱   | هرمزگان              |
| ۱۰۵۵      | گویش‌های نواحی خلیج فارس                                                                 | ۴/۱۱/۱۹۹۱   | هرمزگان              |
| ۱۰۵۶      | مراسم نوروز صیاد قشم                                                                    | ۴/۱۱/۱۹۹۱   | هرمزگان              |
| ۱۰۵۷      | گاهشماری سنتی هرمزگان                                                                   | ۴/۱۱/۱۹۹۱   | هرمزگان              |
| ۱۰۵۸      | مراسم جشن بهار نارنج                                                                    | ۴/۱۱/۱۹۹۱   | مازندران             |
| ۱۰۵۹      | منشور مدیریت علوی                                                                       | ۲/۵/۱۹۹۲    | ملی                  |
| ۱۰۶۰      | مراسم باران‌خواهی روستای کبوران تفرش                                                     | ۸/۱/۱۹۹۳    | مرکزی                |
| ۱۰۶۱      | مهارت‌ها و فنون سنتی ساخت و نواختن کمانچه، یک ساز آرشه‌ای موسیقی کلاسیک و فولکلوریک ایران | ۲۰/۱۲/۹۲    | ملّی                  |
| ۱۰۶۲      | مهارت و فرهنگ پخت نان لواش                                                              | ۲۱/۱۲/۹۲    | ملّی                  |
| ۱۰۶۳      | عروسک‌سازی در خراسان جنوبی                                                               | ۲۰/۷/۹۳     | خراسان جنوبی         |
| ۱۱۰۰      | آیین و مراسم ارتحال حضرت امام خمینی (ره)                                                | ۴/۱۱/۱۹۹۲   | ملی                  |
| ۱۳۵۹      | ثبت میراث معنوی راهیان نور                                                              | ۴/۱۱/۱۹۹۱   | ملی                  |
| ۱۸۹۳      | شیوه طبخ قهوه یزدی                                                                      | ۱۳۹۸/۴/۴    | ملی                  |